# Mikoyan-Gurevich MiG-23
Il Mikoyan-Gurevich MiG-23 (in russo Микояна и Гуревича МиГ-23, nome in codice NATO Flogger) è un caccia intercettore monomotore a getto ad ala a geometria variabile progettato dall'OKB 155 diretto da Artëm Ivanovič Mikojan e Michail Iosifovič Gurevič e sviluppato in Unione Sovietica negli anni settanta.
Impiegato negli anni successivi dalla Sovetskie Voenno-vozdušnye sily (VVS), l'aeronautica militare dell'Unione Sovietica, e da numerose forze aeree del Patto di Varsavia e filosovietiche mondiali, è uno dei velivoli più rappresentativi del panorama bellico della seconda metà del XX secolo.

## Storia

### Sviluppo
Nei primi anni sessanta il MiG-21 era ormai in produzione e nel 1963 l'OKB di Mikojan e Gurevič fu incaricato di sviluppare un caccia di ultima generazione per superiorità aerea per l'Aviazione frontale, la componente tattica dell'Aviazione sovietica. Il nuovo caccia avrebbe dovuto avere prestazioni migliori e la capacità di operare da piste corte, permettendo, in caso di attacco, dispiegamenti di forze più efficaci.
Per questo motivo i progettisti seguirono due strade: la prima fu quella di sviluppare un caccia a decollo corto (comunemente detto short take off and landing, STOL) usando un paio di getti portanti, ovvero turbogetti compatti e montati verticalmente che, per un tempo limitato, potevano produrre una spinta sufficiente. La seconda fu quella di progettare un caccia a geometria variabile, che quindi potesse avere una giusta apertura alare nelle varie situazioni di volo. L'idea, come per il General Dynamics F-111 statunitense che adottava una simile soluzione, probabilmente trasse ispirazione da alcuni progetti, mai giunti allo stato di prototipo, dell'aeronautica tedesca della fine della seconda guerra mondiale; potrebbe trattarsi comunque di una semplice convergenza evolutiva, che spinse negli anni '60 e al principio degli anni '70 molti uffici di progettazione (americani, europei e sovietici) a sperimentare aerei con ali a geometria variabile.
Per seguire la prima strada si modificò un intercettore MiG-21PFM di serie inserendo due turbogetti Kolesov RD-36-35 da 23 kN (2 350 kg) di spinta ciascuno nella fusoliera allungata. L'aereo venne battezzato MiG-21DPD (двумя подъемными двигателями, dvumja podʺemnymi dvigateljami, doppi motori portanti) o MiG-21PD o Ye-7PD. Al contempo si iniziarono i lavori per una nuova fusoliera con un arrangiamento dei motori simile, ed il nuovo progetto venne battezzato aereo 23-01 (самолета 23-01) o Ye-23-01 (o semplicemente Ye-23, Ye-231 e Ye-23/1) o, come proposto dai militari, MiG-23UVP o MiG-23PD.
Il 23-01 aveva la stessa ala a delta del MiG-21, ma la fusoliera era già molto simile a quella di ciò che diverrà il MiG-23 di serie, con le prese d'aria laterali a semicono per permettere l'adozione di un cono radar più voluminoso sul muso. Il propulsore principale era un Tumanskij R-27-300 da 51 kN (5 200 kg) di spinta a secco e 71,6 kN (7 300 kg) con postcombustore. I due motori verticali potevano essere inclinati da 5° all'indietro fino a 10° in avanti rispetto alla verticale. La posizione all'indietro veniva usata per rallentare durante gli atterraggi.
Vennero anche adottati flap soffiati, ovvero ipersostentatori del bordo d'uscita alare che presentavano un controllo del distacco dello strato limite mediante il soffiaggio di aria compressa spillata dal propulsore principale. Il prototipo non era armato, ma l'aereo venne concepito per adottare un cannone a doppia canna GSh-23L calibro 23 millimetri e missili aria-aria.
Il 23-01 volò per la prima volta il 3 aprile 1967 con il pilota collaudatore Pëtr Ostapenko ai comandi. Il MiG-21PD aveva volato l'anno prima, sempre con lo stesso pilota, che trovò l'aereo difficoltoso da pilotare.
Il nuovo caccia non si rivelò migliore, in particolare negli atterraggi dove il pilota dovette usare il postbruciatore per mantenere l'aereo in linea. Il progetto soffriva anche per gli intrinseci difetti dei motori portanti: erano un peso morto una volta in volo, mentre toglievano spazio a serbatoi ed apparati di bordo. Il progetto venne presto abbandonato, ma non prima di averlo mostrato alla manifestazione aerea di Domodedovo del 1968, sicuramente per confondere lo spionaggio occidentale. Alla macchina venne assegnato il nome in codice NATO Faithless, infedele.
Contemporaneamente venne sviluppata anche la seconda idea, quella del caccia a geometria variabile. Il prototipo, chiamato aereo 23-11 o Ye-23-11, si staccò da terra il 10 giugno 1967 con ai comandi il pilota capo collaudatore Aleksander Fedotov. Anche il 23-11 era spinto da un turbogetto Tumanskij R-27-300.
Durante i primi voli di collaudo le ali erano fissate a 72° di freccia alare (freccia massima), solo il 9 luglio si iniziarono ad aprire fino ai 16° di freccia minima. Anche il 23-11 partecipò a Domodedovo 1968, ricevendo il nome in codice Flogger, fustigatore.
Il primo prototipo fu seguito da altri sei apparecchi più due macchine per i collaudi statici. Finiti gli esami il prototipo fu approvato per la produzione di serie, con il nome di MiG-23, nella fabbrica di Znamja Truda (Знамя труда, stendardo del lavoro) appena fuori Mosca, che si occupò della produzione di tutti i MiG-23. I MiG-23 di serie vennero battezzati MiG-23S (serii, di serie), e il primo di questi velivoli spiccò il volo il 21 maggio 1969 con Fedotov ai comandi. All'apparecchio venne dato il nome in codice NATO Flogger A.

#### I vantaggi dell'ala a geometria variabile
Il vantaggio dell'ala a geometria variabile risiede nella possibilità di adattare la freccia alare alle condizioni di volo. In particolare, un aeroplano d'attacco ha la necessità di penetrare in uno spazio aereo ostile a bassa quota, quindi a velocità sostenute con una densità d'aria maggiore rispetto ad un volo ad alta quota. Ma soprattutto l'aereo dovrà necessariamente essere più stabile rispetto alle turbolenze atmosferiche. Aumentando l'angolo di freccia si ridurrà la variazione della portanza rispetto alla variazione dell'angolo d'attacco riducendo quindi gli effetti delle perturbazioni. Inoltre l'aumento dell'angolo di freccia migliora l'efficienza strutturale del velivolo, tenendo conto proprio del fatto che le sollecitazioni indotte a bassa quota da perturbazioni atmosferiche sono molto elevate.
Viceversa, in condizioni di decollo e di atterraggio, sarà necessario che il velivolo possieda un'apertura alare maggiore, per diminuire la velocità di stallo a parità di peso. Il problema del MiG-21 era appunto quello della limitatezza dei carichi esterni e, per ovviare al problema, si pensò dapprima a motori con spinta verticale e quindi all'ala a geometria variabile.

### Il MiG-23S Flogger A

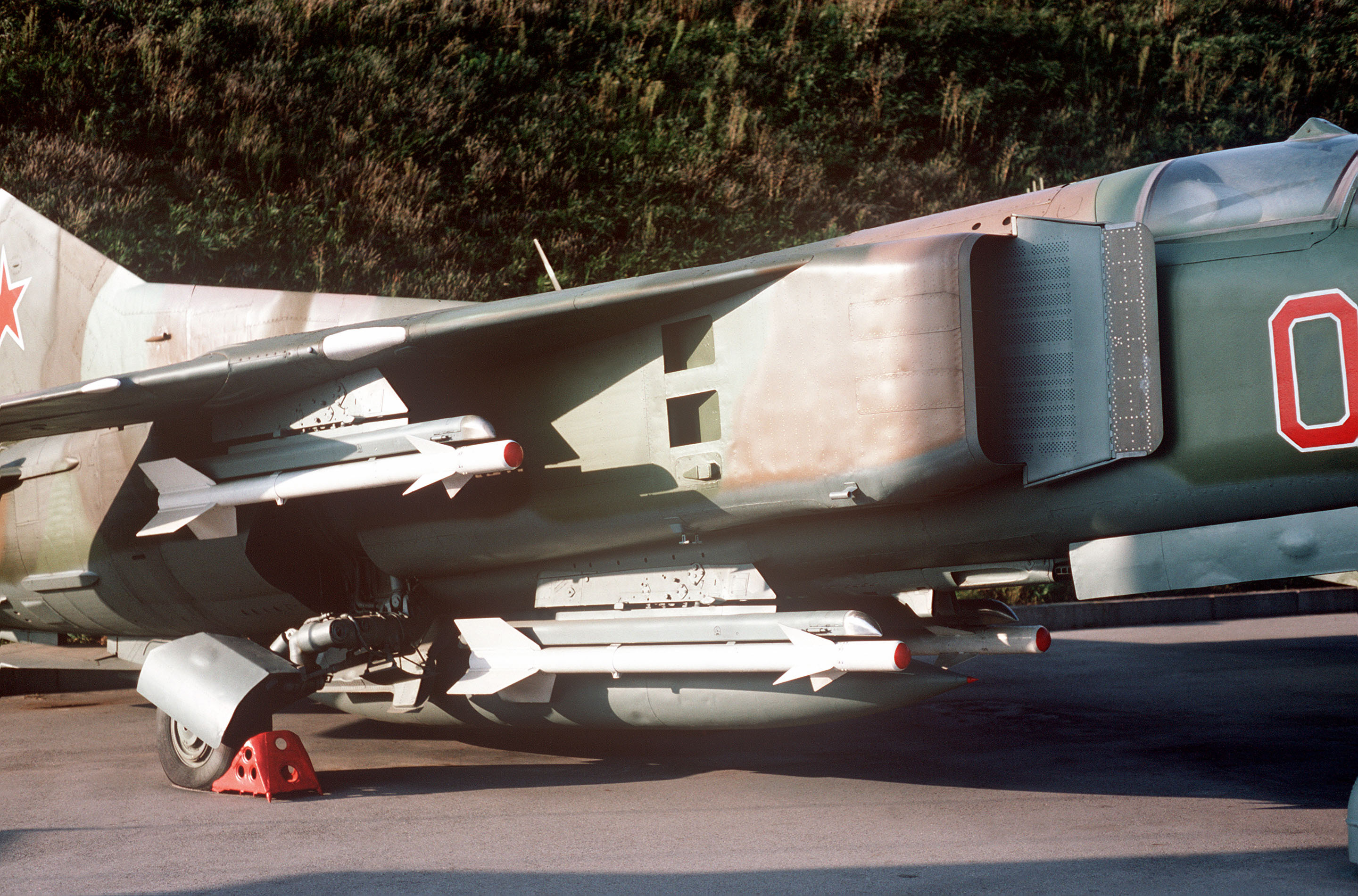
Sezione centrale del MiG-23, si noti la presa d'aria montata lateralmente con la sua paratia antiscorrimento e l'attacco dell'ala a geometria variabile.

Il MiG-23S era assai simile al prototipo, ma adottava anche il sistema d'arma. Era costruito principalmente in lega di alluminio aeronautico ed aveva l'ala a geometria variabile installata nella parte alta della fusoliera, con due grossi raccordi di fusoliera e superfici mobili azionate idraulicamente.
Le semiali potevano essere manualmente impostate a 16° per decollo, atterraggio e voli a bassa velocità ed alta quota, a 45° per crociere ad alta velocità ed infine a 72° per combattimento e voli a bassa quota (per maggiore stabilità). Sulle semiali poi erano incernierati ipersostentatori di bordo d'entrata e d'uscita e due diruttori di flusso sul dorso. Non erano invece presenti alettoni, in quanto il controllo di rollio era affidato ai piani orizzontali di coda interamente mobili ed ai diruttori alari.

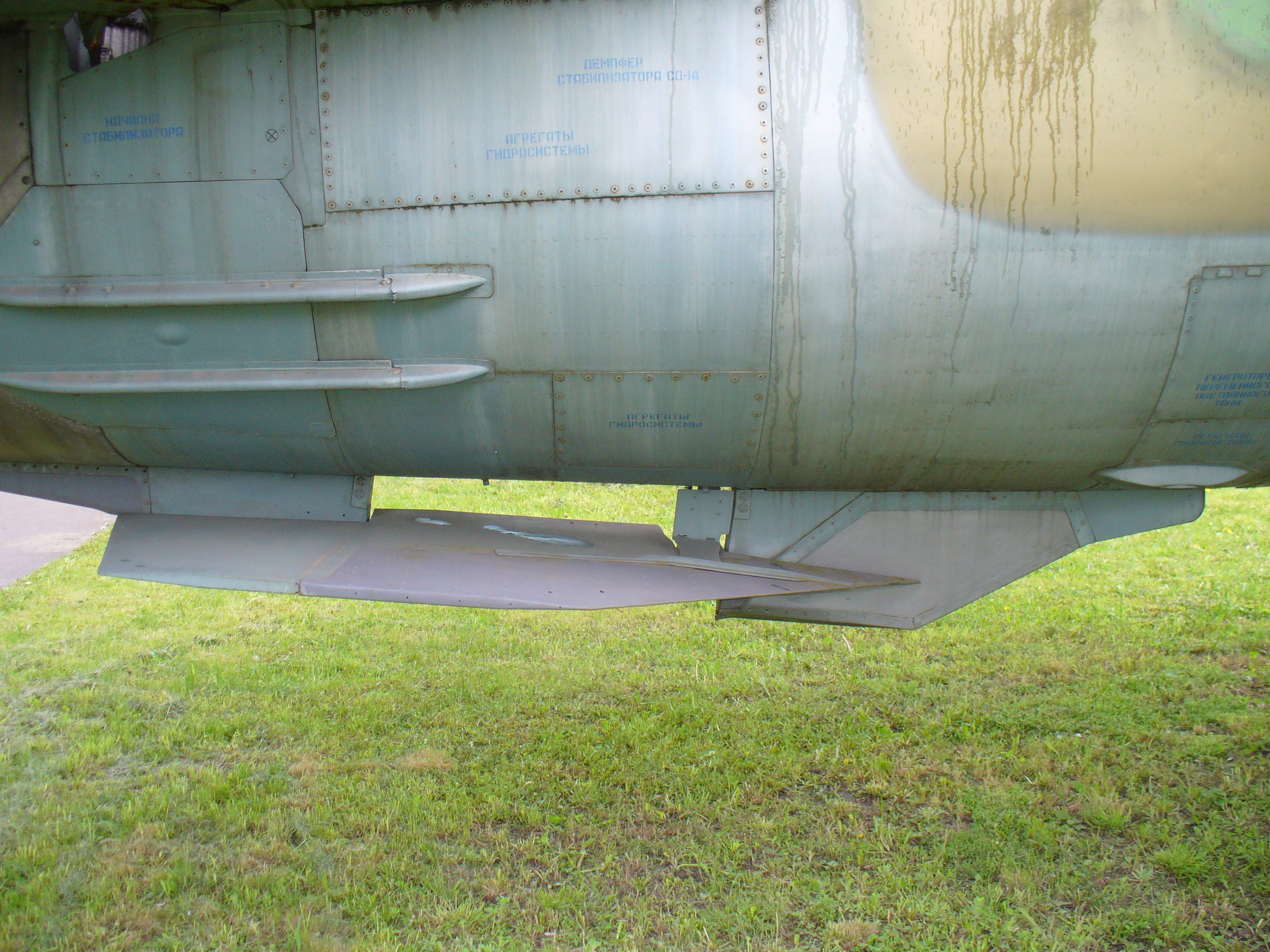
Pinna ventrale di un MiG-23MLD Flogger-K, ma sostanzialmente identica in tutte le versioni, ripiegata verso destra. Al di sopra si può notare uno dei quattro aerofreni carenati attorno allo scarico.

La deriva aveva un lungo raccordo con la fusoliera sul bordo d'attacco ed era presente una pinna ventrale al di sotto della coda per migliorare la stabilità statica latero-direzionale ad alta velocità. La pinna veniva quindi ripiegata verso destra al momento dell'estrazione dei carrelli d'atterraggio, per evitare il contatto con il suolo.

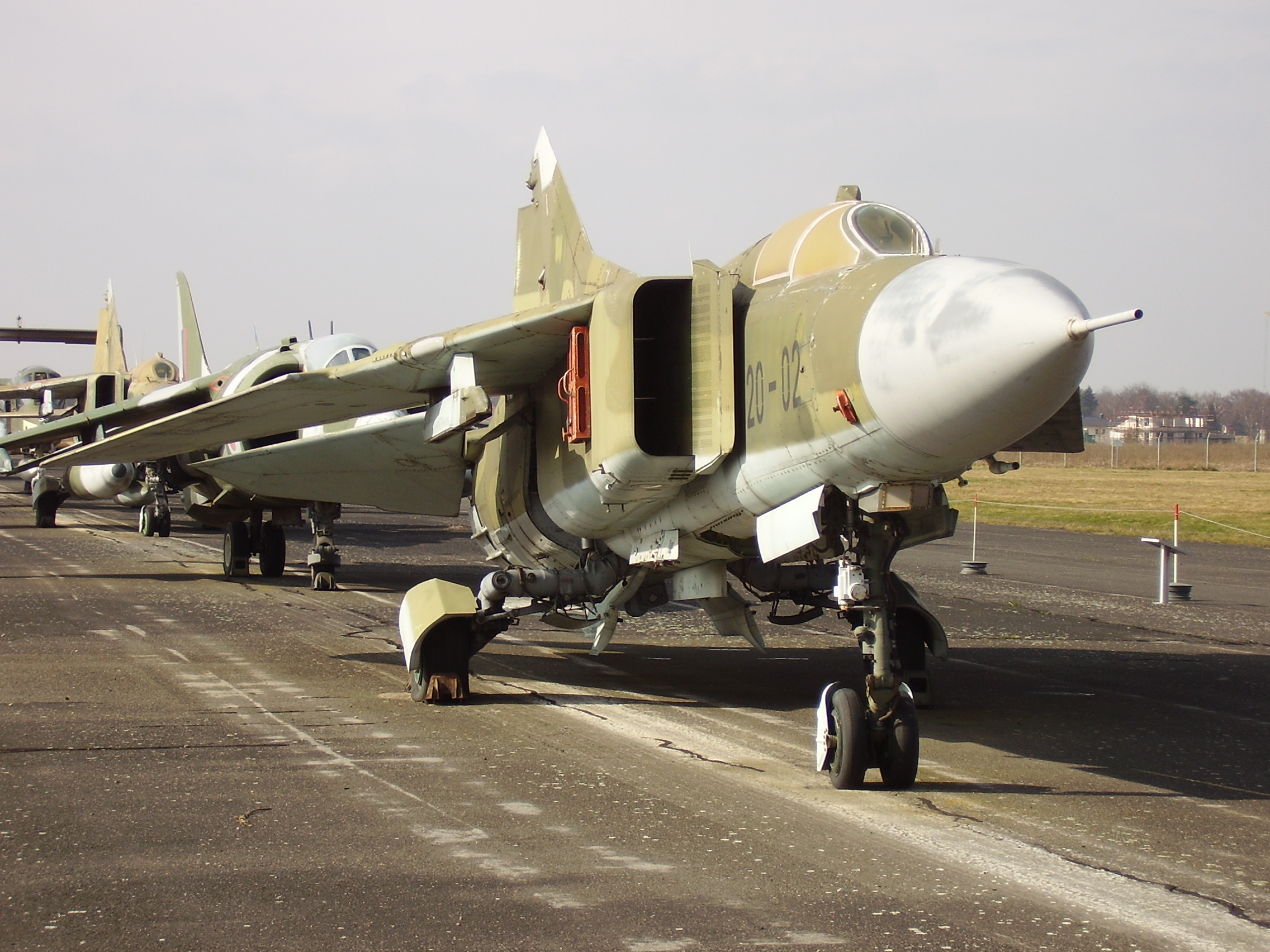
Un MiG-23MLD Flogger-K, si noti il carrello

Il carrello, caratteristica comune negli apparecchi sovietici, era attuato idraulicamente, con un sistema di emergenza pneumatico. Era di tipo triciclo, con il ruotino anteriore sterzabile, con due pneumatici affiancati, che si ritraeva all'indietro, mentre il carrello principale adottava un'unica gomma, un sistema frenante di tipo pneumatico e veniva ritratto verso i lati della fusoliera. L'aria compressa del sistema pneumatico era immagazzinata all'interno delle gambe di forza del carrello. Ogni gamba infine era dotata di parafango.

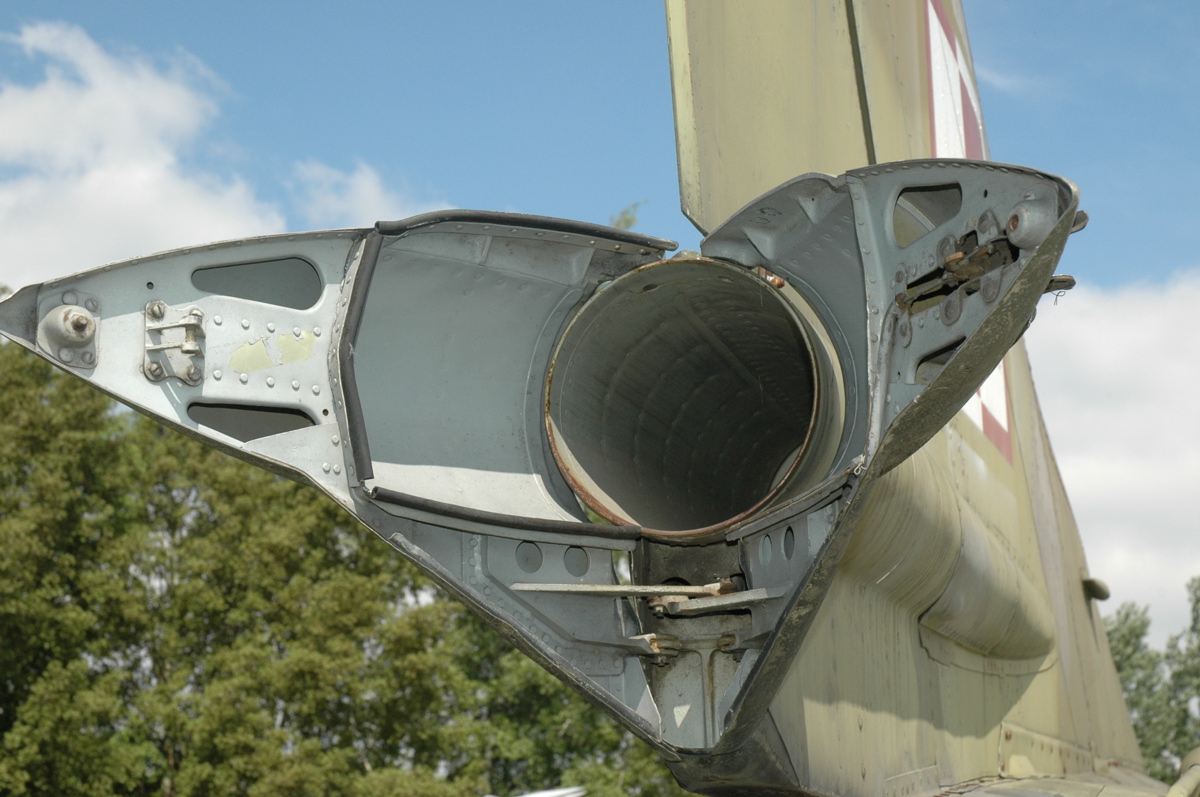
Alla base della deriva era presente l'alloggiamento del parafreno.

I primi MiG-23S erano propulsi da un turbogetto R-27F-300 da 68,0 kN (6 940 kg) di spinta a secco e 78,5 kN (8 000 kg) con postcombustore. Il motore era alimentato dalle due prese d'aria laterali, simili a quelle del McDonnell Douglas F-4 Phantom. Le rampe per flussi supersonici erano posizionate verticalmente sul lato della fusoliera ed all'interno della presa. Erano divise in tre sezioni ed il sistema di controllo, variando la posizione della seconda e della terza, poteva regolare la velocità dell'aria in ingresso. All'interno della presa erano presenti anche due sottili guide orizzontali, anche se non in tutti gli esemplari. Appena al di sotto dei raccordi ala-fusoliera erano posizionati due portelli per aumentare l'ammissione d'aria quando richiesto. Proprio davanti alle prese erano presenti due paretine che separavano lo strato limite formatosi sulla fusoliera dal flusso meno disturbato. Nello spessore tra le paretine e la fusoliera, largo all'incirca 10 cm, si trovava un corpo che divideva il flusso in due parti, indirizzandole verso il dorso della fusoliera e verso il ventre. Nelle paretine infine erano presenti numerosi fori necessari per l'ulteriore aspirazione dello strato limite, che veniva espulso da quattro feritoie sul dorso della presa. Attorno allo scarico erano carenati quattro aerofreni azionati idraulicamente.
I MiG-23S di fine serie erano dotati di un propulsore R-27F2-300 con la spinta in postcombustione incrementata a 97,8 kN (9 980 kg).
L'armamento comprendeva un cannone GSh-23L a doppia canna da 23 millimetri con 200 colpi, montato in un comparto ventrale. Vi erano poi quattro piloni, due ventrali ed in posizione avanzata, e due agganciati ai raccordi alari. Questi potevano ospitare missili aria-aria R-3S (AA-2 Atoll in codice NATO) ad infrarosso, o la sua versione migliorata l'R-13M, oppure missili R-3R (AA-2-2 Advanced Atoll) a guida radar semiattiva. Per le missioni da attacco al suolo potevano essere montate razziere, bombe, o serbatoi di napalm. Agganciato al pilone destro subalare viaggiava il datalink Delta-N che comunicava con il missile aria-superficie radioguidato Kh-23 (AS-7 Kerry in codice NATO). La capacità per i carichi esterni era di 4 400 chili.
Il pilota sedeva su un seggiolino eiettabile Mikoyan KM-1, sotto un cupolino incernierato alle sue spalle. Il seggiolino poteva essere attivato a qualsiasi quota, ma ad una velocità minima di 130 km/h (70 nodi). La visibilità del cupolino era ridotta, particolarmente verso la coda. La semplice avionica includeva radio, sistemi di navigazione, IFF, ed un avvisatore radar Sirena.
Sebbene per il MiG-23 fosse stato previsto il nuovo radar RP-23 (o Sapfir-23), a causa di ritardi nella progettazione, i MiG-23S montavano il radar RP-22SM (o Sapfir-22SM) del MiG-21. Come HUD era presente un semplice schermo collimatore di vetro.
A dimostrazione del fatto che il MiG-23S fosse una versione del tutto preliminare ne furono costruiti appena una sessantina di esemplari, inviati comunque alle unità operative. Questa versione era ben lontano dall'essere soddisfacente e soffriva di problemi dovuti alla complessità oltre che alla gioventù. Un problema che necessitò di troppo tempo per essere risolto fu il fatto che il parafreno aveva la tendenza a dispiegarsi spontaneamente in volo.
Combattimenti simulati mostrarono come il vecchio MiG-21 poteva battere il MiG-23, sebbene la maggior potenza del motore avvantaggiasse quest'ultimo. I problemi principali erano le pessime caratteristiche di volo in certe condizioni ad alto angolo d'attacco, il cattivo comportamento in vite ed una bassa stabilità di imbardata. Il MiG-23S poteva dare il peggio di sé in decollo ed in atterraggio, anche a causa del fatto che la carreggiata del carrello era troppo stretta per essere sicura su piste bagnate o ghiacciate. La posizione bassa rispetto al suolo delle prese d'aria creava anche problemi di ingestione di corpi estranei. Infine sparare un missile dai piloni di fusoliera poteva causare lo spegnimento del motore a causa dell'ingestione del flusso di scarico del missile. Si comprende così perché numerosi piloti morirono durante le prime fasi valutative del nuovo caccia.
Presto il MiG-23S venne ritirato dal servizio e verso la fine degli anni '70 pochi esemplari sopravvivevano come addestratori, con zavorra al posto del radar.

### MiG-23-1971 e MiG-23SM Flogger A
Molti apparecchi sovietici furono introdotti in servizio prima di diventare progetti sufficientemente maturi per un impiego operativo. Anche il MiG-23 aveva bisogno di essere messo a punto e fu per questo motivo che già nel 1971 uscì di fabbrica una nuova versione, chiamata inizialmente MiG-23 tipo 1971 o semplicemente MiG-23-1971 e successivamente MiG-23SM.
Fu il primo MiG-23 ad adottare il radar Sapfir-23, sebbene nella variante più semplificata, il Sapfir-23L, il quale non era così avanzato rispetto al precedente RP-22SM. Il nuovo caccia montava anche un HUD vero e proprio al posto del collimatore. L'ogiva sul muso venne modificata rendendola più tonda per ospitare il radar più grande. La maggior parte dei MiG-23SM installava anche un sensore all'infrarosso TP-23 per la ricerca e l'aggancio di bersagli sul ventre sotto alla cabina, integrato col radar. Alcuni esemplari avevano anche una telecamera posizionata sulla sommità della deriva.
Il motore restava il Tumanskij R-27F2-300, mentre si aggiungeva un serbatoio ventrale da 800 litri. I piani di coda vennero arretrati verso lo scarico, aumentando al contempo l'area della deriva. Anche gli aerofreni vennero ingranditi ed arretrati.
Un'altra importante modifica fu eseguita sull'ala, la cui area venne aumentata del 20%. In particolare venne esteso il bordo d'attacco conferendo alla radice la caratteristica escrescenza a dente di lupo che si adattava al raccordo ala-fusoliera quando le semiali erano completamente aperte. Gli angoli di freccia furono aumentati di 2° e 33', precisamente nelle posizioni: 18° 33', 47° 33' e 74° 33'. Infine vennero rimossi gli ipersostentatori di bordo d'attacco, dato che, grazie alla maggior superficie alare, erano meno essenziali, semplificando in tal modo la costruzione dell'ala.
Anche questa versione però non fu soddisfacente. In particolare l'affidabilità restava scarsa e la manovrabilità difficoltosa. Ad alti angoli d'attacco inoltre i denti di lupo alle radici alari generavano vortici che si estendevano sul dorso del caccia, peggiorandone la stabilità.
Furono fabbricati all'incirca 100 MiG-23SM, tutti nel 1971 e tutti raggiunsero i reparti, ma nel 1978 passarono a ruoli addestrativi e presumibilmente con considerevoli limitazioni nelle manovre.

### MiG-23M e MiG-23MF Flogger B
I tecnici di Mikoyan erano messi davvero sotto pressione perché l'Aeronautica sovietica aveva bisogno del nuovo caccia intercettore. Il fatto che già nel giugno 1972 decollava una nuova versione, denominata MiG-23M, la dice lunga in tal senso. Le novità principali furono l'introduzione di un nuovo motore, il Tumanskij R-29-300 da 81,8 kN (8 345 kg) di spinta a secco e
113,4 kN (11 565 kg) con postcombustione, ed una nuova ala che manteneva l'area maggiorata del MiG-23SM ed aggiungeva gli slat o ipersostentatori di bordo d'attacco. La rimozione degli ipersostentatori nella precedente versione si rivelò infatti controproducente. Probabilmente anche alcuni vecchi MiG-23SM furono aggiornati con questo tipo di ala.
Inoltre sul MiG-23M si poteva agganciare, al di sotto di entrambe le semiali, un serbatoio da 800 litri, ma in questo caso l'ala non poteva essere retratta. Venne introdotto il sistema di controllo-autopilota SAU-23A (sistema avtomatičeskogo upravlenija, sistema automatico di controllo) ed il sistema di navigazione Polёt 1l-23 (Полёт, volo). Si aggiunsero anche degli specchietti retrovisori per cercare di migliorare la visibilità posteriore e gli ultimi esemplari montarono il seggiolino KM-3, di tipo zero-zero.
I primi esemplari prodotti continuarono a ricevere i radar Sapfir-23L, ma successivamente vennero montati i nuovi Sapfir-23D ed infine i Sapfir-23D-III definitivi. I MiG-23M con Sapfir-23D in seguito vennero aggiornati.
Il radar Sapfir-23D-III era un radar di tipo ad impulsi Doppler che poteva avvistare ed inseguire bersagli che volavano in basso e molto prossimi al terreno. La capacità, detta look-down shoot-down ovvero avvista e aggancia in basso (letteralmente guarda giù spara giù), era assai richiesta dall'Aeronautica sovietica ed il MiG-23M fu uno dei primi caccia a fornirla.
Il Sapfir-23D dava la possibilità di impiegare il nuovo missile a guida radar semiattiva R-23R (od AA-7 Apex per la NATO) che forniva al caccia capacità di intercettazione BVR (beyond visual range, oltre il raggio visivo). Poteva essere montata anche la versione a guida infrarossa, denominata R-23T. Entrambi i missili dovevano essere agganciati sui piloni del raccordo ala-fusoliera, mentre i piccoli R-60 (AA-8 Aphid) ad infrarosso erano agganciati ventralmente uno per pilone. Solo successivamente venne introdotto un nuovo binario doppio per poter agganciare due R-60 per ciascun pilone ventrale. Il MiG-23M poteva infine utilizzare razzi e bombe ed uno speciale adattatore permetteva l'impiego di un ordigno nucleare tattico.
Il MiG-23M adottava anche il trasmettitore dati Lasour-SMA, una versione migliorata del Lasour-1 montato sui MiG-21 ed integrato con il trasmettitore di intercettazione controllata da terra Vozduch-1M. Il trasmettitore dati forniva la rotta al pilota per mezzo di indicatori posizionati appena al di sotto dell'HUD ed altri dati via radio. Il trasmettitore era immune da disturbi elettronici e forniva la traiettoria migliore verso il bersaglio. La parte finale dell'attacco poteva essere effettuata tramite sistema di scoperta ed inseguimento all'infrarosso ed un missile R-23T a guida infrarossa, cosicché il bersaglio poteva non avvedersi del pericolo.
Sebbene il MiG-23M fosse un sostanziale miglioramento rispetto alle precedenti versioni, lasciava ancora a desiderare. Era una macchina assai complicata da gestire, sia per il personale di terra che per il pilota, era poco agile e difficile da manovrare ad alti angoli d'attacco e non aveva risolto il problema della tendenza a soffocare il motore quando venivano lanciati missili ventrali. Anche il sistema di rotazione delle semiali era delicato e imponeva limitazioni alle manovre.
A parte ciò era un aereo veloce che poteva coprire adeguatamente il ruolo di intercettore. Inoltre gli ultimi esemplari prevedevano un più robusto perno dell'ala ed un sistema ausiliario di controllo per correggere i problemi ad alti angoli d'attacco.
Agli inizi del 1973 venne prodotta la prima variante da esportazione, il MiG-23MS. L'apparecchio era una versione molto semplificata del MiG-23M, con motore R-27F2M-200 ed il sistema d'arma del vecchio MiG-21 con il radar RP-22SM. Il muso era più corto a causa del radar più piccolo ed il caccia non poteva usare i missili di ultima generazione, limitandosi agli R-3S, R-3R ed R-13M. I primi due furono venduti alla Siria, che li ricevette assieme a due addestratori biposto MiG-23UB il 14 ottobre 1973. Furono poi inviati ad Algeria, Egitto, Iraq e Libia. Il nome in codice NATO di questa versione fu Flogger E.
Più vicina al MiG-23M era la seconda versione da esportazione, denominata MiG-23MF, Flogger B per la NATO, concepita per i paesi del patto di Varsavia. Alcuni esemplari, ulteriormente semplificati e senza radar Sapfir, vennero inviati anche a Cuba, India, e Siria.
La produzione totale di MiG-23M, e sue varianti da esportazione, fu di circa 1300 esemplari.

### MiG-23UB e MiG-23UM Flogger C
Il primo prototipo della versione da addestramento biposto del MiG-23 volò il 10 aprile 1970. A pilotare quello che era essenzialmente un MiG-23S con una abitacolo per l'istruttore aggiunto dietro a quello dell'allievo, c'era Michail Komarov. Ad assicurare una buona visibilità anteriore, in decollo ed atterraggio, con il carrello d'atterraggio veniva estratto un periscopio dal cupolino dell'istruttore. Era una necessità che era nata con la versione da addestramento del MiG-21. L'istruttore disponeva anche di un pannello di controllo per simulare varie avarie per l'allievo.
A causa del secondo abitacolo, l'avionica venne spostata in avanti rispetto al MiG-23 monoposto, con il risultato di un muso allungato. Probabilmente l'addestratore disponeva del radar (il Sapfir-21) oltre che del cannone GSh-23.
La produzione di serie incominciò già nel 1970 nella fabbrica di Irkutsk con la designazione MiG-23UB (Flogger C per la NATO). È interessante notare che il MiG-27, la versione da attacco al suolo del MiG-23, venne prodotto più tardi in questa stessa fabbrica con un secondo abitacolo dipinto dietro al primo per ingannare i satelliti spia statunitensi.
Nel 1971 il MiG-23UB venne aggiornato con la nuova ala con dente di squalo, ipersostentatore di bordo d'attacco e la possibilità di impiegare serbatoi esterni. Alcuni MiG-23UB invece non disponevano di radar, in certi casi considerato più uno svantaggio che un vantaggio.
La maggior parte dei MiG-23UB adottò il turbogetto R-27F2-300, mentre le ultime macchine ebbero un sistema di controllo di volo migliorato. Anche alcune macchine più vecchie vennero aggiornate con questo sistema.
La produzione dei MiG-23UB per l'Unione Sovietica cessò nel 1978, ma proseguì fino al 1985 per l'estero. I registri di fabbrica indicano una produzione totale di 769 apparecchi, di cui i 3/4 domestici.
Lo schema della colorazione seguiva quello delle macchine operative del reparto a cui l'addestratore era destinato.
Negli anni '80 un certo numero di MiG-23UB venne aggiornato alla variante denominata MiG-23UM, con avionica che rifletteva quella delle macchine operative.

### MiG-23ML, MiG-23MLA e MiG-23P Flogger G

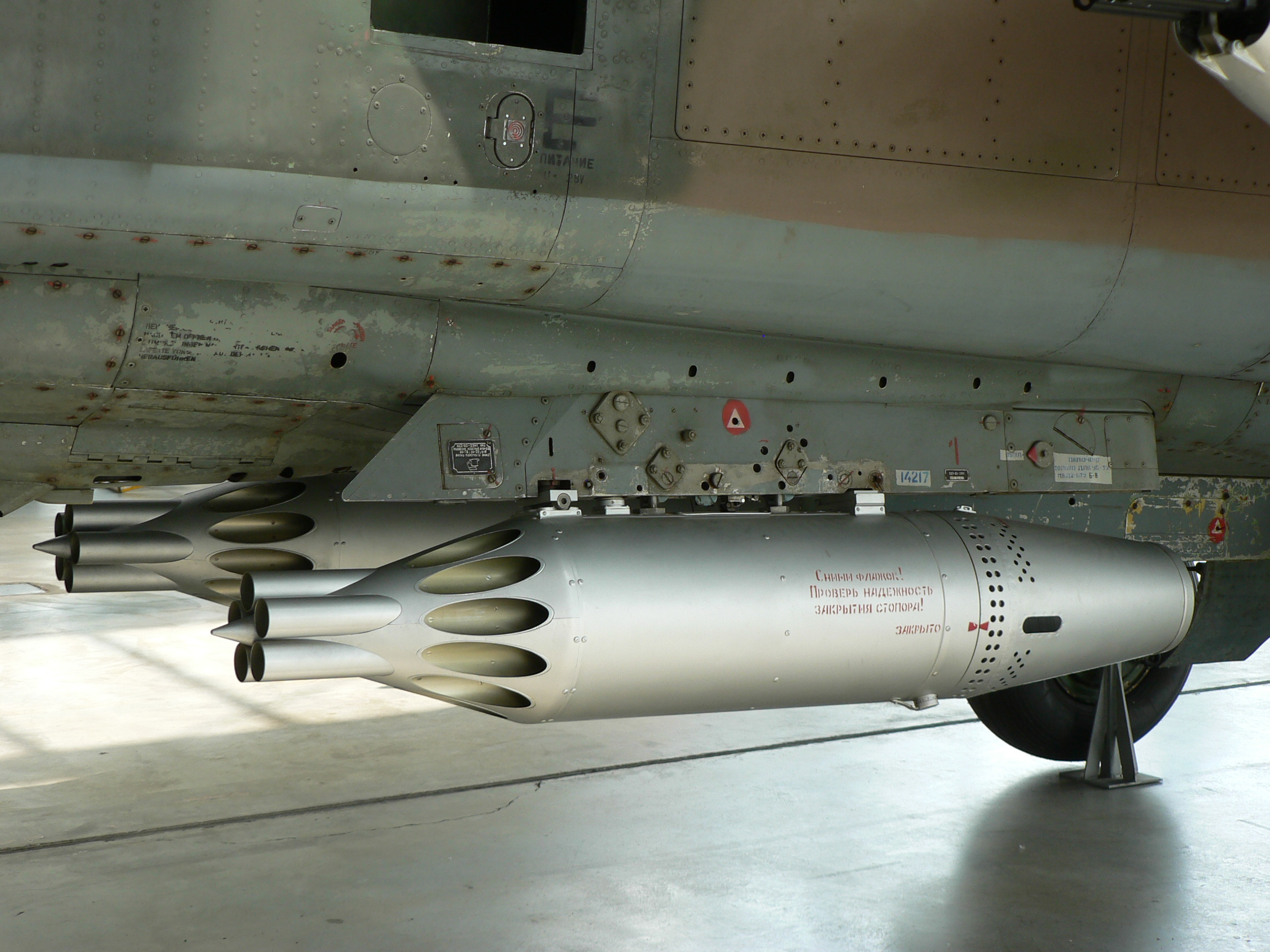
Due razziere UB-16 per razzi S-5 agganciate ai piloni ventrali esterni.

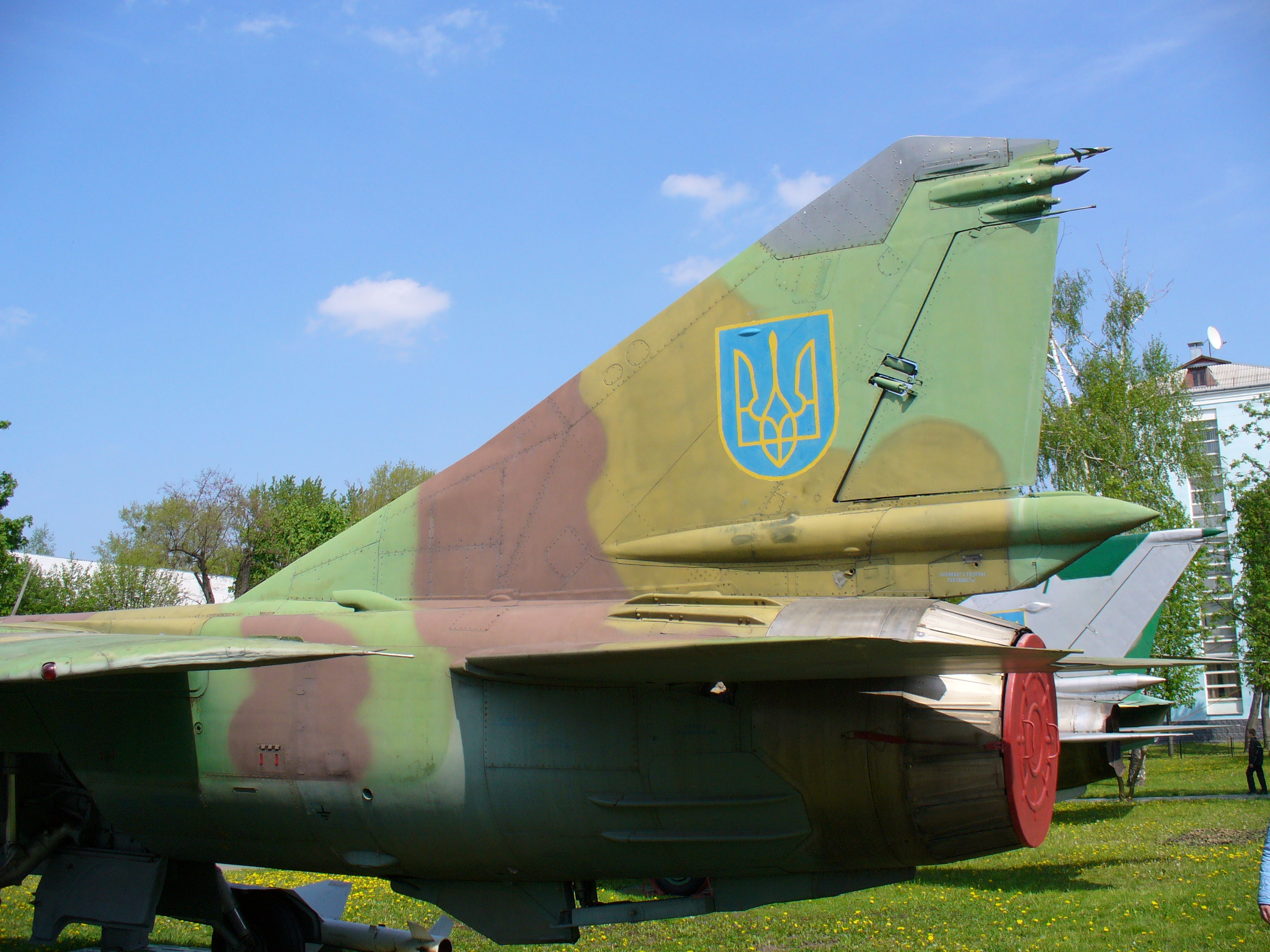
Il raccordo tra deriva e dorso del MiG-23ML, così come quello di questo MiG-23MLD ucraino, è più corto rispetto alle versioni precedenti.

Gli sforzi dei progettisti di migliorare il MiG-23 non terminarono con la versione M, ma si focalizzarono su un alleggerimento generale dell'apparecchio, un irrobustimento della cellula ed un incremento dell'affidabilità. Il risultato, battezzato MiG-23ML (o 23-12 all'interno dell'ufficio di progettazione), si staccò da terra il 21 gennaio 1975 con il pilota collaudatore Aviard Gavrilovič Fastovec  ai comandi. Questa versione venne presto messa in produzione e la NATO le assegnò il codice Flogger G.
La più importante modifica riguardava la struttura della fusoliera, ridisegnata per migliorarne aerodinamica, peso, alleggerito di 1250 kg in parte rimossi con un serbatoio di combustibile, e resistenza strutturale. Una modifica che permette di riconoscere il MiG-23ML rispetto ai predecessori è un sostanziale accorciamento del raccordo tra deriva e dorso della fusoliera, così come la riduzione della gamba del ruotino anteriore, che permetteva al caccia di essere meglio allineato al terreno.
Il MiG-23ML inoltre adottava il turbogetto Tumanskij R-35F-300 in grado di produrre 83,8 kN (8 550 kg) di spinta a secco e 128 kN (13 060 kg) in postcombustione e con un migliore consumo specifico. Venne anche inserita in fusoliera un'unità di potenza ausiliaria.
Anche l'avionica venne aggiornata, tra l'altro, con un nuovo radar Sapfir-23ML più prestante, affidabile e leggero del predecessore. Vennero inoltre aggiornati l'IRST, con il modello 26SH1, l'HUD, con il modello ASP-17ML, il trasmettitore dati, con il modello Lasour-23SML che forniva tutti i dati sull'HUD, il sistema di navigazione, con il modello Polyot 23-21, il radioaltimetro e il sistema di controllo del volo. Un nuovo sistema di controllo delle armi permetteva di utilizzare simultaneamente missili aria-aria R-23R attivi e R-23T passivi, un pacco agganciato a ciascun pilone sul raccordo ala-fusoliera contenente un cannone da 23 millimetri oltre alle armi tradizionali ed alla testata nucleare tattica.
Più avanti nella produzione vennero risolti alcuni dei problemi strutturali che affliggevano l'ala e con alcuni miglioramenti e limitazioni dei comandi di volo furono risolti anche alcuni problemi di manovrabilità ad alti angoli d'attacco. I piloti sovietici sembrarono abbastanza sicuri di poter battere gli F-4 Phantom statunitensi, sebbene gli F-16 e gli F-15 restavano dei brutti clienti, in particolare si percepiva un notevole svantaggio nei confronti di quest'ultimo.
Al MiG-23ML fece, a breve, seguito il MiG-23MLA, il quale era identico al predecessore per quanto riguarda la cellula ed il motore, ma adottava una migliore avionica. Il radar era un Sapfir-23MLA, una versione leggermente migliorata in raggio d'azione, affidabilità e contro-contromisure elettroniche del precedente. Una novità era rappresentata dal fatto che il radar era capace di trasmettere in bande differenti, rendendo possibile il volo con altri apparecchi senza interferenze. Vennero infine introdotti i nuovi missili R-24 (nelle varianti attiva e passiva), versioni migliorate degli R-23, con nuovi sensori, migliore aerodinamica e manovrabilità, raggio d'azione più ampio e testata più pesante, ed i nuovi R-60M.
Il primo volo del MiG-23MLA avvenne nel 1977 e la produzione di serie cominciò nel 1978, mentre il nome in codice NATO restò Flogger-G. Le versioni da esportazione, lievemente semplificate, nei paesi del patto di Varsavia furono completate nel 1981 e rimpiazzarono i vecchi MiG-23MF e MiG-23MS nelle linee di produzione delle esportazioni. Per gli altri clienti i MiG-23ML furono ulteriormente declassati. Ne furono costruiti, in tutto, un migliaio di esemplari.
L'Unione Sovietica possedeva una forza armata apposita per la difesa antiaerea, chiamata Vojska protivovozdušnaja oborona (Войска противовоздушная оборона o abbreviata Войска ПВО) che era considerata più importante della stessa aviazione militare. Questa forza armata era schierata su tutto il territorio nazionale e si occupava di fronteggiare gli intrusi per mezzo della sua rete radar, dei missili superficie-aria e degli intercettori. La PVO, come usualmente veniva chiamata, all'epoca era ancora equipaggiata con vecchi MiG-19P e PM e Sukhoi Su-9 e Su-11. Era quindi necessario un aggiornamento ed il MiG-23ML sembrava la soluzione, grazie alle buone prestazioni di velocità, alle capacità BVR e look-down/shoot-down. Le carenze in fatto di manovrabilità non erano un problema per un ruolo da intercettore.
Per questo motivo venne approntato il MiG-23P (перехватчик, intercettore appunto), chiamato 23-14 all'interno dell'OKB, un MiG-23ML con avionica modificata per essere impiegata dalla rete terrestre della guida caccia sovietica. Anche questo modello mantenne la sigla Flogger G.
Le modifiche comportarono l'adozione del sistema di controllo SAU-23P, integrato con un trasmettitore dati Lasour-M GCI che permetteva il controllo completo dell'intercettore da terra, tranne che per la manetta.
Uscirono di fabbrica circa 500 MiG-23P dal 1978 al 1981, ed aggiornamenti furono eseguiti in servizio per poter impiegare gli R-24 e gli R-60M.

### Il MiG-23MLD Flogger K

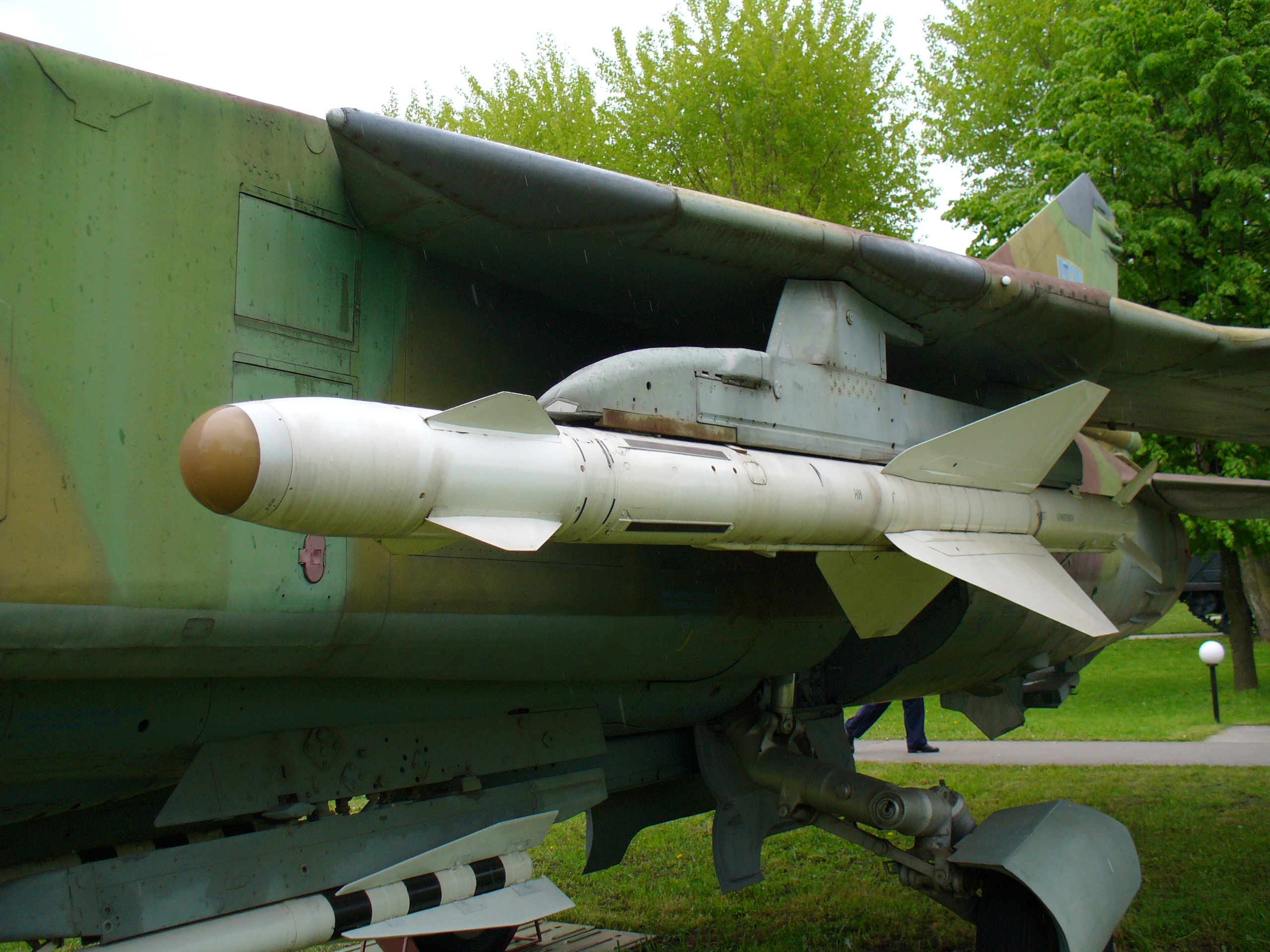
Una delle novità introdotte dal MiG-23MLD fu questa carenatura a punta della radice del raccordo ala-fusoliera. Al pilone sottostante è agganciato un missile R-24T (AA-7 Apex D).

Nel 1982 si procedette ad un programma di aggiornamento dei MiG-23ML ed MLA per quanto riguarda aerodinamica, contromisure ed avionica. Il nuovo apparecchio veniva quindi denominato MiG-23MLD (Dorabotannyj, Доработанный, aggiornato), 23-18 all'interno dell'ufficio tecnico, per la NATO divenne Flogger K.
I cambiamenti consistettero in vari interventi, quali l'adozione di generatori di vortici al lato del tubo di Pitot sul muso e alla radice del raccordo ala-fusoliera. I vortici dovevano servire ed evitare il distacco dello strato limite sulle superfici di controllo ad alti angoli d'attacco, ma aumentavano la resistenza aerodinamica.
Si rinforzò l'incernieratura dell'ala e si diede la possibilità al pilota di usare, per il combattimento manovrato, una quarta posizione della freccia a 33°, anche se solo i piloti più esperti erano in grado di volarci.
Venne montato un sistema automatico di limitazione delle manovre SOS-3-4, simile a quello del MiG-29, per far rimanere il caccia nel proprio inviluppo. Vennero integrati nel pilone centrale ventrale due distributori KDS-23 con sei cartucce di chaff e flare (contromisure elettroniche e termiche) e venne data la possibilità di installare due distributori BVP-50-60 da 60 cartucce sul dorso, simili a due lunghe rotaie per missili.
Il radar sostituito da una versione ulteriormente affinata, il Sapfir-23MLA-2 (N008) con un raggio d'azione aumentato a 70 km per un bersaglio delle dimensioni di un bombardiere ed una modalità per il combattimento ravvicinato ed altri affinamenti delle precedenti caratteristiche.
L'avionica venne aggiornata con il sistema di controllo di volo SAU-23-18, con il sistema di allerta radar Berёza e con il sistema automatico d'atterraggio e navigazione a bassa quota Klistron.
Il ruotino anteriore venne dotato di un miglior sistema di sterzo ed il registratore di volo venne reso più robusto.
Dal 1984 il MiG-23MLD, oltre all'armamento tradizionale, poté contare anche sul nuovo missile a ricerca di calore Vympel R-73 (AA-11 Archer per la NATO) a corto raggio. Erano agganciati sui piloni ventrali laterali. Furono provati anche dei disturbatori di radiofrequenza quali il Gardenija o il Siren (rispettivamente queste varianti vennero chiamate MiG-23MLG e MiG-23MLS) ma nessun apparecchio di serie venne dotato di disturbatori. In totale vennero effettuati circa 500 aggiornamenti.
L'Aeronautica sovietica aggiornò i suoi MiG-23, senza ricevere nessun nuovo esemplare. Il MiG-23MLD, senza però le modifiche aerodinamiche, venne invece inviato a diversi paesi quali la Bulgaria, che ne ricevette 16, e la Siria, che ne ebbe 50 con avionica semplificata. Vennero denominati Flogger G dalla NATO per distinguerli dalla versione sovietica.

### Versioni proposte
A metà degli anni '90 l'OKB Mikoyan iniziò a lavorare attorno ad un ulteriore aggiornamento del MiG-23, pensato per quei paesi che, per necessità economiche, avessero ancora attivo questo tipo di caccia. In particolare si rendeva necessario un aggiornamento dell'elettronica e si era inizialmente pensato di rimpiazzare il radar Sapfir-23 con il Super-Kop'e (super lancia), mentre successivamente le idee compresero anche il Moskit-23 o il Moskit-21K.
Il Moskit-23 avrebbe permesso un raggio di rilevazione bersagli (della grandezza di un caccia) di 90 km in avanti, la possibilità di impiego di missili aria-aria R-73 (AA-11 Archer), R-27R, R-27T (AA-10 Alamo) ed R-77 (AA-12 Adder), missili aria-superficie Kh-31A (AS-17 Krypton) e bombe teleguidate KAB-500KR da 560 kg. Il progetto venne battezzato MiG-23-98.
La Phazatron pensò anche al radar Topaz del MiG-29SMT, che avrebbe permesso l'adozione di ulteriori missili aria terra e della KAB-500L.

### Le versioni da attacco: il MiG-23B Flogger F ed il MiG-23BN Flogger H

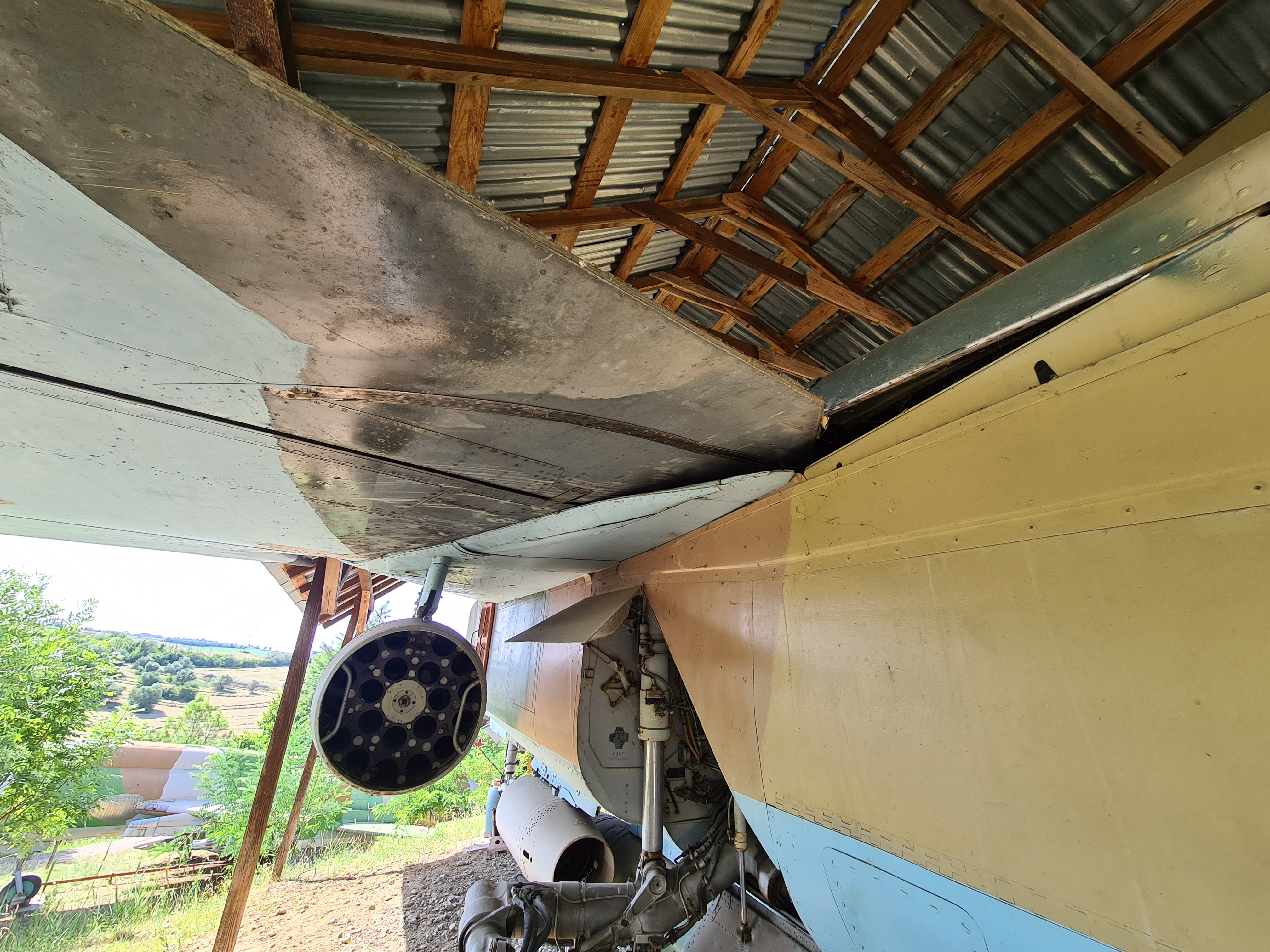
Dettaglio dell'ala a geometria variabile di un MiG-23BN

Come accadde per il MiG-17 anche per il MiG-23 venne sviluppata ben presto una versione da attacco al suolo. Negli anni '60 infatti vi erano principalmente due aerei da attacco nella VVS: il Su-7B, non efficiente come sarebbe dovuto, e la versione da attacco del MiG-17, tutto sommato non più scarsa del primo, considerando che il MiG-17 nasceva come caccia.
Il desiderio dell'Aeronautica di avere un aereo da attacco al passo coi tempi si concretizzò in due proposte: quello che divenne il Sukhoi Su-17 e, tra le idee più economiche e concrete dell'OKB di Mikojan, una versione da attacco del MiG-23, chiamata MiG-23Sh (šturmovik, d'attacco).
Venne a questo scopo modificato il prototipo 23-11 con armamento aria-suolo, che al collaudo si rivelò pessimo, ma non infruttuoso: fece capire ai tecnici che il MiG-23 aveva bisogno di un motore più potente, di un carrello più robusto e di un campo visivo del pilota più ampio.
Verso la fine del 1969 venne presentato all'Aeronautica sovietica un simulacro di un apparecchio ulteriormente migliorato, che portò all'approvazione per lo sviluppo nel 1970. Il nuovo aereo venne battezzato MiG-23B (bombardirovščik, bombardiere) e volò per la prima volta il 18 febbraio 1971, con Aleksandr Fedotov ai comandi.

## Varianti

Schema del fianco sinistro di un MiG-23S

Schema del fianco sinistro di un MiG-23MS

Schema del fianco sinistro di un MiG-23M

Schema del fianco sinistro di un MiG-23ML

- Ye-23-11 - prototipo con reattore Tumanskij R-27F-300.
- MiG-23S Flogger A o Ye-23-11[2] (Серий, Serii, serie) - versione di pre-serie con reattore R-27F-300 e successivamente R-27F2-300. Ne furono costruiti solo circa 60 esemplari tra il 1969 ed il 1970. Questi aeroplani vennero impiegati come dimostratori nelle valutazioni sia in volo sia nella manutenzione. Dato che lo sviluppo del radar Sapfir-23 venne posticipato, il caccia montava il sistema di controllo S-21 con il radar RP-22SM. Era praticamente lo stesso sistema d'arma del MiG-21MF e del MiG-21bis. L'armamento comprendeva un cannone GSh-23L a doppia canna da 23 mm con 200 colpi montato ventralmente. Il caccia soffriva di vari problemi di gioventù e non venne mai inviato ai reparti operativi.
- MiG-23SM, MiG-23-1971 Flogger A o anche Ye-23-11 (Серий Модификаций, Serii Modifikacij, serie aggiornato) - seconda variante di preserie, un considerevole miglioramento paragonato al MiG-23S: equipaggiato con il sistema di controllo S-23, che comprendeva il radar Sapfir-23L ed i missili R-23R (AA-7 Apex). Dopo qualche tempo venne adottato il nuovo propulsore R-27F2M-300 da 12.000 kg di spinta (poi rinominato R-29F-300). La superficie alare fu aumentata e venne aggiunto il caratteristico dente di lupo sul bordo d'attacco. Gli ipersostentatori di bordo d'attacco (slat) vennero eliminati, mentre la freccia alare massima fu aumentata di 2,5°, cosicché le tre posizioni divennero 18,5°, 47,5° e 74,5° rispettivamente. La deriva venne spostata leggermente più indietro e nella parte posteriore della fusoliera vennero inseriti dei nuovi serbatoi, come nella variante biposto. Uscirono di fabbrica circa 80 esemplari. L'affidabilità generale venne migliorata rispetto alla versione precedente, ma il radar Sapfir si rivelò ancora immaturo.
- MiG-23M Flogger B o anche Ye-23-11[2] (Модификаций, Modifikacij, aggiornato) - questa variante volò per la prima volta nel giugno del 1972. Fu la prima versione di serie ed il primo caccia della VVS ad avere possibilità look down/shoot down (inquadramento e ingaggio di bersagli che volano a quote più basse del vettore), anche se questa possibilità era veramente limitata. L'ala venne nuovamente modificata con ipersostentatori di bordo d'attacco. Il nuovo turbogetto R-29-300 erogava 12.500 kg di spinta. Il nuovo aereo montava finalmente il sistema d'arma definitivo con il radar Sapfir-23D (nome in codice High Lark), sensore IRST TP-23 e collimatore ASP-23D. Il radar aveva un raggio d'azione di 45 km per un bersaglio ad alta quota delle dimensioni di un caccia. Non era ancora un radar Doppler vero e proprio, ma usava ancora la meno efficiente tecnica "envelope detection" (rilevamento della sagoma), simile ai radar occidentali degli anni '60. L'aereo era anche equipaggiato con il sistema di scambio dati Lasur-SMA. L'armamento tipico consisteva di due missili R-23 a medio raggio, sia a guida radar che infrarossa, e due missili a corto raggio all'infrarosso R-60 (AA-8 Aphid). Dal 1974 furono installati piloni doppi per gli R-60 dando la possibilità di caricare quattro missili. Potevano essere imbarcate bombe, razzi e missili per gli attacchi al suolo. Più tardi venne anche aggiunta la capacità di gestire missili radioguidati Kh-23 (AS-7 Kerry). La maggior parte dei caccia sovietici vennero anche predisposti per impiegare armi nucleari. Furono prodotti circa 1300 MiG-23M per la VVS e la PVO tra il 1972 ed il 1978. Fu il più importante caccia sovietico degli anni '70.
- MiG-23MF Flogger B o anche Ye-23-11 (Модификаций Форсированны, Modifikacij Forsirovanny, aggiornato potenziato) - derivato da esportazione del MiG-23M, concepito per essere impiegato nei paesi del patto di Varsavia, ma venne anche venduto a molti altri alleati e clienti, dato che gli utenti del MiG-23MS erano rimasti insoddisfatti. In pratica questa versione è stata prodotta in due diverse varianti, una venduta ai paesi del patto di Varsavia, essenzialmente identica al MiG-23M, con piccoli cambiamenti nel sistema IFF (sistema di riconoscimento amico/nemico). La seconda variante era esportata nel Medio Oriente ed in India ed aveva un sistema IFF completamente diverso, un altrettanto diverso sistema di comunicazione (il sistema di scaricamento dati venne rimosso) ed un radar semplificato che non aveva un sistema anti-ECM (contromisure elettroniche) simile allo High Lark. Questa variante fu più popolare del MiG-23MS.
- MiG-23UB Flogger C o anche Ye-23-51[2] (Учебно-Боевой, Učebno-Boevoj, addestratore operativo) - versione biposto per l'addestramento, con motore R-27, basata sul MiG-23S. Venne rimosso il serbatoio anteriore per sistemare il secondo seggiolino (quello del maestro), ma ne venne montato uno, sempre in fusoliera, in coda (come per il MiG-23SM). Aveva il sistema d'arma S-21, sebbene più tardi il radar venne in gran parte rimosso. Durante la produzione sia il motore che l'ala vennero aggiornati al livello del MiG-23M. La produzione iniziò nella fabbrica di Irkutsk nel 1971 e continuò fino al 1985 (per l'esportazione). Vennero costruiti 769 esemplari.
- MiG-23UM Flogger C o anche Ye-23-51 (Учебной Модификаций, Uchebnoj Modifikacij, addestratore aggiornato) -
- MiG-23BM Flogger D, MiG-27 o anche Ye-23-25[2] (Бомбардировщик Модификаций, Bombardirovšik Modifikacij, bombardiere aggiornato) (23-25)[2] - nuova versione da bombardamento, volò per la prima volta il 17 novembre 1972. Questa versione venne introdotta in servizio come MiG-27.
- MiG-23MS Flogger E - versione semplificata e depotenziata per l'esportazione. Il MiG-23M era considerato troppo avanzato per il mercato dei paesi del terzo mondo, perciò gli venne sostituito il sistema d'arma con il meno sofisticato S-21 con il radar RP-22SM (Jay Bird) in un duomo più piccolo. Fu rimosso anche lo IRST. Questa variante non aveva capacità Beyond Visual Range (BVR, oltre il raggio visivo), utilizzando solo i missili Vympel R-3S ed R-3R (AA-2 Atoll) e missili R-60. L'avionica aveva componenti di base. Questa variante venne prodotta tra il 1973 ed il 1978, esportata in Nord Africa ed in Medio Oriente.
- MiG-23MP Flogger E - versione simile alla MiG-23MS, prodotta in un piccolo numero di esemplari e mai esportata.
- MiG-23B Flogger F o anche Ye-23-24[2] (Бомбардировщик, Bombardirovšik, bombardiere) - alla fine degli anni sessanta era necessario all'Unione Sovietica un nuovo cacciabombardiere ed il MiG-23 sembrava essere un candidato ideale per questa conversione. Il primo prototipo del progetto 23-24 volò il 20 agosto 1970. Era molto simile al MiG-23S tranne che per il muso, completamente ridisegnato. Il seggiolino venne rialzato, per migliorare la visibilità del pilota, ed il parabrezza venne corazzato. Il cono in punta venne assottigliato ed appiattito nella parte inferiore. Il radar venne rimosso e venne installato il sistema d'attacco al suolo Sokol-23, che includeva un calcolatore analogico, un collimatore laser ed un collimatore per le bombe PBK-3. Il sistema di navigazione e l'autopilota furono migliorati per fornire una certa accuratezza nel bombardamento. Il carico massimo poteva arrivare a 3.000 kg, grazie ai piloni rinforzati. Il cannone GSh-23L restò a bordo. Venne montato anche un sistema d'allerta radar (RWR) ed i serbatoi erano riempiti di un gas inerte per prevenire esplosioni. Il primo prototipo aveva l'ala del MiG-23S, ma i modelli seguenti adottavano la nuova ala dalla superficie maggiore. È importante rilevare che invece degli R-29 il nuovo aereo montava motori turboventola Ljul'ka AL-21F-3 con una spinta di 11.500 kg. La produzione di questa variante fu limitata, probabilmente anche dal fatto che il motore AL-21 era necessario anche a Su-17 e Su-24 ed oltretutto questo motore non era concepito per l'esportazione. Solo tre prototipi e 24 macchine operative uscirono di fabbrica tra il 1971 ed il 1972.
- MiG-23BN Flogger H o anche Ye-23-24B[2] (Бомбардировщик, Bombardirovšik, bombardiere; la lettera N è dovuta all'apparecchiatura di controllo di tiro Sokol-23N[14]) - variante cacciabombardiere definitiva. Simile al MiG-23B, ma adottava il motore R-29-300, il medesimo della versione da caccia. L'ala venne modificata nuovamente e vennero apportate altre modifiche minori nell'equipaggiamento elettronico con ulteriori piccole variazioni durante la lunga produzione. Questa versione venne esportata in molti paesi, sempre in versioni semplificate per il terzo mondo. La produzione di serie iniziò nel 1973 e terminò nel 1985, con il 624º esemplare, la maggior parte della quale diretta verso l'estero, dato che i sovietici concepirono la macchina come un modello di transizione ed usarono pochi esemplari per l'aviazione frontale (VVS). Secondo "Flight International" il MiG-23BN è stato venduto in Algeria (40 esemplari), Bulgaria (5), Cuba (45), Etiopia (18), India (65), Iraq (60 MiG-23 in varie versioni), Libia (40), Siria (60) e Yemen (25 inclusi i MiG-23UB).

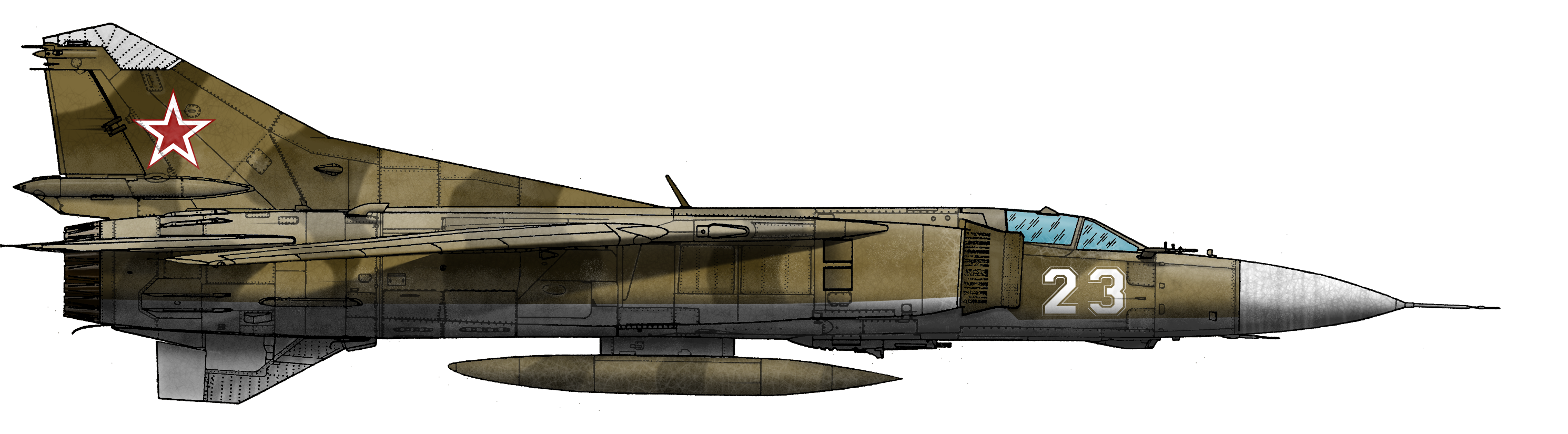
Disegno del fianco destro di un Mikoyan Gurevich MiG-23ML.

- MiG-23ML Flogger G o anche Ye-23-12 (Модификаций Легкий, Modifikacij Legkij, aggiornato alleggerito)[8] (23-12)[2] - versione del Flogger B con radar migliorato e ridotte capacità di tiro verso il basso, impennaggio verticale più corto e più leggero per migliorare l'agilità. I primi Flogger erano progettati per essere usati in attacchi rapidi con missili, ma fu subito chiaro che i caccia dovevano ancora ingaggiare il nemico in combattimenti ravvicinati (dogfight). Eseguì il primo volo il 21 gennaio 1975. I primi apparecchi soffrivano di cedimenti della fusoliera durante il volo. Anche la manovrabilità del caccia venne criticata. Un considerevole lavoro venne svolto attorno alla fusoliera originale creando in qualche modo un nuovo aereo. Il peso a vuoto fu ridotto di 1.250 kg, in parte rimuovendo il serbatoio in coda. L'aerodinamica venne affinata per conseguire una minor resistenza aerodinamica. Il carrello fu ridisegnato, dando una posizione più orizzontale alla fusoliera a terra. Tutta la struttura ora era in grado di sopportare accelerazioni fino a 8,5 g, invece che gli 8,0 g delle prime versioni (MiG-23M e MiG-23MF). Il nuovo motore, lo R-35F-300, aveva una spinta a secco di 8 550 kg e con postcombustione di 13.000 kg. Questo significava un considerevole miglioramento della manovrabilità e del rapporto spinta-peso.
Anche l'avionica venne migliorata, il sistema d'arma S-23ML comprendeva il radar Sapfir-23ML e lo IRST TP-23ML. Il nuovo radar era molto più affidabile ed aveva un raggio d'azione di circa 65 km contro bersagli delle dimensioni di un caccia (25 km in modalità look-down). L'avionica di navigazione venne migliorata specialmente per quanto riguarda l'autopilota. Venne montato anche un nuovo sistema di aggiornamento dati (datalink) ed il prototipo di questa prima variante volò nel 1976, mentre la produzione iniziò nel 1978.
- MiG-23MLA Flogger G (Модификаций Легкий Аметист, Modifikacij Legkij Ametist, aggiornato alleggerito [con avionica] Ametist) - l'ultima variante dell'ML venne designata MLA. Era caratterizzata da un radar più potente con una migliore capacità di resistenza alle contromisure elettroniche, che rendeva possibile la ricerca in gruppo di più unità senza che i radar si infastidissero l'un l'altro. La nuova versione aveva in dotazione anche un nuovo HUD/collimatore ASP-17ML e la capacità di impiegare i nuovi missili R-24R ed R-24T. Esternamente il MiG-23MLA era identico al MiG-23ML. Tra il 1978 ed il 1982 circa 1100 unità, di entrambe le versioni, erano uscite di fabbrica, sia per l'Unione Sovietica che per i clienti esteri. Come per il MiG-23MF, vi furono due differenti varianti del MiG-23ML per il mercato delle esportazioni: la prima versione ceduta ai paesi satelliti era molto simile alla versione casalinga. La seconda, per gli alleati del terzo mondo, aveva un radar semplificato.
- MiG-23P Flogger G o anche Ye-23-14[2] (Перехватчик, Perechvatčik, intercettore) - venne sviluppata una variante da intercettazione per la guardia nazionale (PVO). Aveva la stessa struttura del MiG-23ML e lo stesso motore, ma l'avionica era modificata per le esigenze della PVO ed il profilo di missione. Il radar era il Sapfir-23P appositamente modificato, poteva essere usato assieme allo IRST ed al collimatore per una migliore capacità look down/shoot down, per intercettare minacce a bassa quota come i missili da crociera. Il pilota automatico includeva un nuovo calcolatore digitale, collegato con il datalink Lasur M, che dava la possibilità al controllo guida caccia di dirigere l'aereo sul bersaglio. Il MiG-23P fu l'intercettore più numeroso nelle file della PVO negli anni ottanta. Vennero costruiti circa 500 esemplari tra il 1978 ed il 1981. Il MiG-23P servì solo sotto la PVO e non fu mai esportato.
- MiG-23bis Flogger G - versione aggiornata del MiG-23P.
- MiG-23BK Flogger H, MiG-27K o anche Ye-23-26[2] (Бомбардировщик Кайра, Bombardirovšik Kajra, bombardiere [con sistema di puntamento] Kajra) -
- MiG-23MLD Flogger K o anche Ye-23-18[2] (Модернизарованный Легкий Доработанный, Modernizarovannyj Legkij Dorabotannyj, aggiornato alleggerito modificato) - fu l'ultima versione da caccia del MiG-23. Lo scopo di questa nuova versione era quello di aumentare la manovrabilità, specialmente ad alti angoli d'attacco. Il tubo di Pitot sul muso venne dotato di generatori di vortici ed il sistema di controllo di volo fu modificato per migliorare la maneggevolezza e la sicurezza nelle manovre ad alti angoli d'attacco. Significativi miglioramenti vennero introdotti anche nell'ambito dell'avionica, il radar Sapfir-23MLA II aveva una migliorata capacità look down/shoot down ed una capacità di lavorare in combattimento ravvicinato. Fu installato un nuovo sistema d'allerta radar (RWR) SPO-15L con due lanciatori di esche elettroniche. Venne anche introdotto il missile a corto raggio Vympel R-73 (AA-11 Archer). Nessun MiG-23MLD venne inviato alla VVS, dato che il nuovo MiG-29 stava per essere ultimato. Furono gli MLA ad essere modificati alla versione MLD, circa 560 aerei vennero aggiornati tra il 1982 ed il 1985. Come per i primi MiG-23 vennero offerte due diverse varianti per il mercato estero, che, al contrario degli apparecchi casalinghi, erano macchine completamente nuove, seppure mancanti degli accorgimenti aerodinamici adottati dai sovietici. 16 macchine vennero spedite in Bulgaria e 50 in Siria. Queste furono le ultime macchine monoposto ad uscire di fabbrica, l'ultimo esemplare venne montato nel dicembre del 1984.
- MiG-24 - denominazione erroneamente usata per le versioni da esportazione.

### Confronto tra le versioni principali
Segue una tabella comparativa tra le principali versioni.
|                                    | MiG-23S                | MiG-23UB                  | MiG-23M                      | MiG-23MS               | MiG-23ML                    | MiG-23MLD                   |
| Motore                             | Tumanskij R-27F2-300   | Tumanskij R-27F2M-300     | Tumanskij R-29F-300          | Tumanskij R-27F2M-300  | Tumanskij R-35F-300         | Tumanskij R-35F-300         |
| Spinta con postcombustore          | 9 900 kg               | 10 200 kg                 | 12 500 kg                    | 10 200 kg              | 13 000 kg                   | 13 000 kg                   |
| Apertura alare massima             | 13,970 m               | 13,965 m                  | 13,965 m                     | 13,965 m               | 13,965 m                    | 13,965 m                    |
| Apertura alare minima              | 7,400 m                | 7,779 m                   | 7,779 m                      | 7,779 m                | 7,779 m                     | 7,779 m                     |
| Freccia minima                     | 16°                    | 18° 33'                   | 18° 33'                      | 18° 33'                | 18° 33'                     | 18° 33'                     |
| Freccia massima                    | 72°                    | 74° 33'                   | 74° 33'                      | 74° 33'                | 74° 33'                     | 74° 33'                     |
| Superficie alare a freccia minima  | 32,10 m²               | 37,35 m²                  | 37,35 m²                     | 37,35 m²               | 37,35 m²                    | 37,35 m²                    |
| Superficie alare a freccia massima | 29,89 m²               | 34,16 m²                  | 34,16 m²                     | 34,16 m²               | 34,16 m²                    | 34,16 m²                    |
| Lunghezza                          | 17,10 m                | 17,18 m                   | 17,18 m                      | 17,10 m                | 17,10 m                     | 17,10 m                     |
| Peso a vuoto                       | 10 450 kg              | 10 700 kg                 | 10 850 kg                    | 10 700 kg              | 10 550 kg                   | 10 500 kg                   |
| Peso normale                       | 15 100 kg              | 15 150 kg                 | 16 200 kg                    | 15 700 kg              | 15 600 kg                   | 15 480 kg                   |
| Peso massimo al decollo            | 16 730 kg              | 18 970 kg                 | 20 180 kg                    | 18 400 kg              | 20 100 kg                   | 19 850 kg                   |
| Velocità massima a 0 m             | 1 200 km/h             | 1 200 km/h                | 1 350 km/h                   | 1 350 km/h             | 1 400 km/h                  | 1 350 km/h                  |
| Velocità massima a 12 500 m        | 2 400 km/h (Mach 2,25) | 2 500 km/h (Mach 2,35)    | 2 500 km/h (Mach 2,35)       | 2 500 km/h (Mach 2,35) | 2 500 km/h (Mach 2,35)      | 2 500 km/h (Mach 2,35)      |
| Velocità variometrica massima      | 175 m/s                | 175 m/s                   | 200 m/s                      | 175 m/s                | 230 m/s                     | 230 m/s                     |
| Tangenza                           | 18 000 m               | 16 400 m                  | 17 500 m                     | 17 200 m               | 18 500 m                    | 18 500 m                    |
| Raggio d'azione                    | 1 800 km               | 1 380 km                  | 1 600 km                     |                        | 1 650 km                    | 1 500 km                    |
| Autonomia                          | 2 300 km               | 2 250 km                  | 2 500 km                     | 2 700 km               | 2 820 km                    | 2 820 km                    |
| Velocità di atterraggio            | 240 km/h               | 260 km/h                  | 255 km/h                     | 260 km/h               | 240 km/h                    | 240 km/h                    |
| Corsa di decollo                   | 550–700 m              | 650 m                     | 550–800 m                    |                        | 450–850 m                   | 450–850 m                   |
| Cannone                            | GSh-23L                | GSh-23L                   | GSh-23L                      | GSh-23L                | GSh-23L                     | GSh-23L                     |
| Missili a medio raggio             | —                      | —                         | 2 R-23R o 2 R-23T            | —                      | 2 R-23R/T o 2 R-24R/T       | 2 R-24R/T                   |
| Missili a corto raggio             | 4 R-3S, R-3R, R-13M    | 4 R-3S, R-3R, R-13M, R-60 | 4 R-3S, R-3R, R-13M o 6 R-60 | 4 R-3S, R-3R, R-13M    | 4 R-13M o 6 R-60            | 4 R-13M o 2 R-73            |
| Missili aria-superficie            | 2 Kh-66                | 2 Kh-23M                  | 2 Kh-23M                     | —                      | 2 Kh-23M                    | 2 Kh-23M                    |
| Razzi                              | 4 UB-16-57             | 4 UB-16-57 o 2 S-24B      | 4 UB-16-57, UB-32 o 2 S-24B  | 4 UB-16-57 o 2 UB-32   | 4 UB-16-57 o 2 UB-32, S-24B | 4 UB-16-57 o 2 UB-32, S-24B |
| Carico bellico                     | 500–1000 kg            | 500–1000 kg               | 1000–2000 kg                 | 500–1000 kg            | 1000–2000 kg                | 1000–2000 kg                |

## In servizio

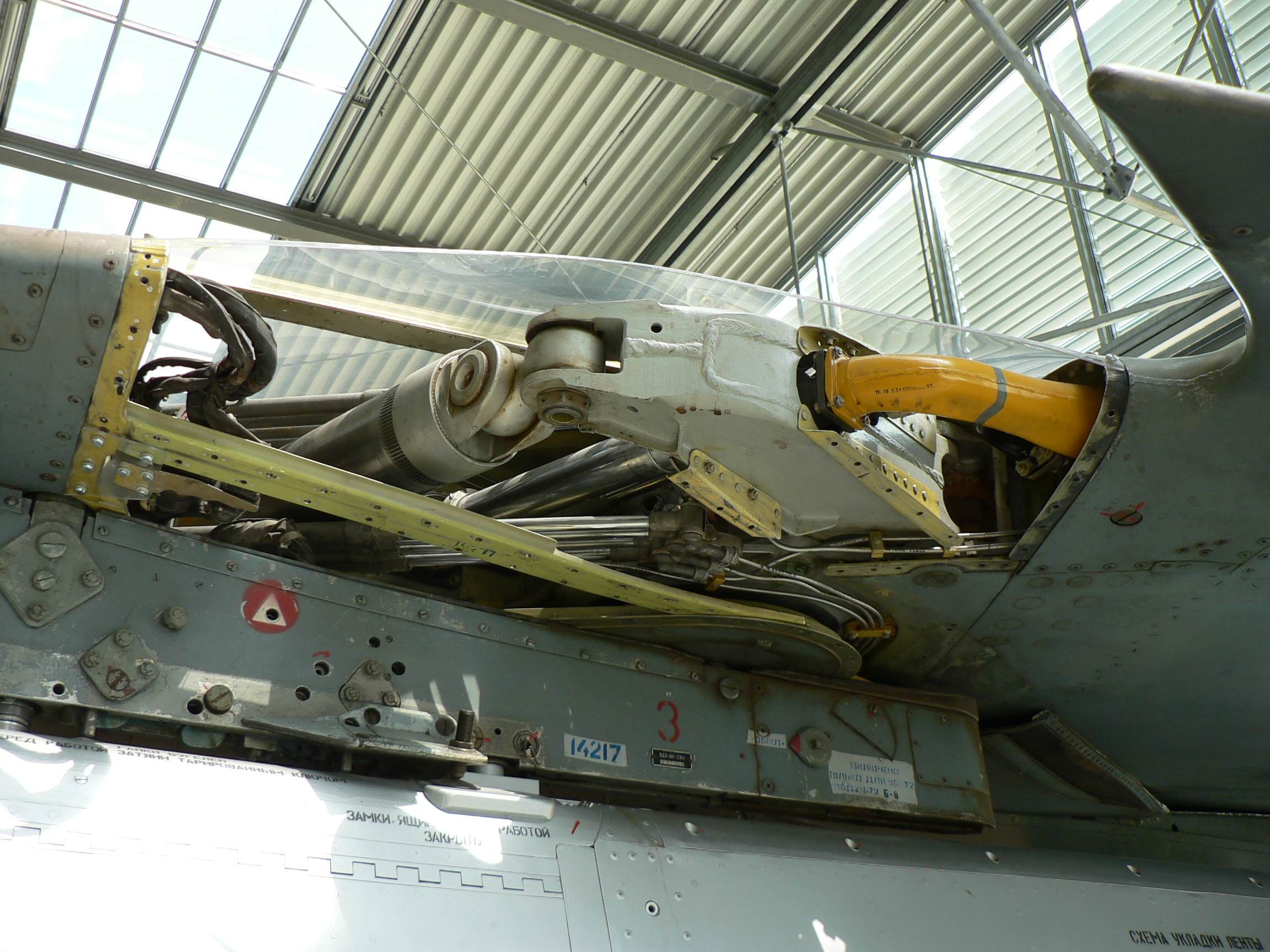
Il meccanismo attuatore dell'ala a geometria variabile.

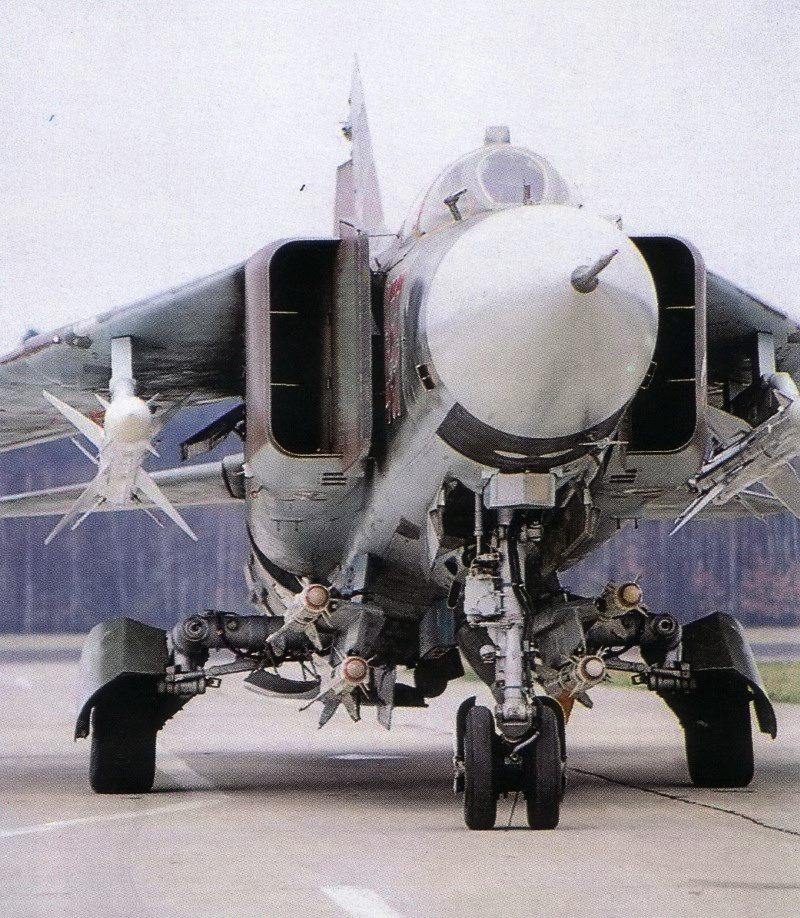
Un MiG-23 rumeno armato di due Vympel R-24 (AA-7 Apex) subalari e di quattro Vympel R-60 (AA-8 Aphid) ventrali.

Sebbene il MiG-23 sia stato il modello di caccia più numeroso tra gli anni settanta ed i primi anni ottanta in Unione Sovietica e nei paesi satelliti, non sembra abbia giocato un ruolo chiave, probabilmente a causa degli incidenti e delle prestazioni delle versioni iniziali non brillanti. Sembra invece che la difesa antiaerea sovietica abbia apprezzato il MiG-23 quale intercettore.
Il 21 giugno 1979, un MiG-23M della difesa antiaerea, pilotato dal capitano Šikinder, abbatté due elicotteri Boeing CH-47 Chinook iraniani che avevano invaso lo spazio aereo sovietico, uno di essi con due R-60 e l'altro con il cannone.
Almeno sette reggimenti di MiG-23 si avvicendarono in Afghanistan tra il 1984 ed il 1989, usati in particolare in missioni di scorta ad aerei per l'attacco al suolo, per intercettazione su allerta rapida ed anche nel ruolo da attacco, armati con bombe e razzi.
Durante il conflitto afgano, spesso i MiG-23 potevano scontrarsi con F-16 pachistani alla frontiera. Degno di nota un MiG-23 che, il 12 settembre 1988, assorbendo l'impatto con due Sidewinder, riuscì a tornare alla base. Nello stesso mese due MiG-23 abbatterono un paio di elicotteri iraniani che avevano invaso lo spazio afgano. Circa 10 MiG-23 furono perduti nel conflitto, di cui la metà in incidenti e l'altra a causa del fuoco da terra. I sovietici affermarono che un loro MiG-23MLD abbatté un F-16 pachistano.
Molti dei MiG-23 a ricevere il battesimo del fuoco furono le versioni da esportazione con molte limitazioni. Per esempio, il MiG-23MS non aveva il sistema di avviso radar (RWR, un sistema che, rilevando le emissioni radar nemiche, permette di dedurre il tipo e la posizione della minaccia). Come se non bastasse, questo caccia in comparazione con il MiG-21, era più complesso e costoso. Le prime versioni da esportazione avevano un radar semplificato che lo rendeva vulnerabile alle contromisure elettroniche (ECM), nelle quali gli israeliani erano particolarmente capaci. Il MiG-23MS ed il MiG-23MF presero parte al conflitto israelo-siriano sopra i cieli del Libano, ma le sue prestazioni si rivelarono al di sotto delle aspettative. La ragione principale risiedeva nel fatto che la Siria, come la maggior parte dei paesi, mancava quasi totalmente di una rete di sistemi radar di intercettazione controllata da terra, il MiG-23 era pensato per operare in collaborazione con la guida caccia. Nel 1982 gli israeliani rivendicarono svariati abbattimenti, specialmente di MiG-23 siriani, nella valle della Bekaa, in Libano.
Durante il periodo 1982-1983 i Flogger siriani furono decimati dai caccia israeliani i quali non subirono mai alcuna perdita in combattimento aria-aria; l'unico aereo perso da Israele per opera dei Flogger avvenne nel 1984 quando un MiG-23 riuscì ad abbattere un F-4 Phantom impossibilitato a difendersi adeguatamente perché impegnato in una missione di attacco al suolo.
Risorsa di rilievo del MiG-23 era la sua eccellente accelerazione, grazie alla quale spesso era in grado di sfuggire a situazioni di svantaggio. La versione da attacco al suolo, il MiG-23BN, era considerata abbastanza efficiente. Nel 1980 fu esportata anche la versione MiG-23ML, che venne accolta con maggiore entusiasmo dai suoi acquirenti.
Gli iracheni usarono fin dall'inizio i loro MiG-23 nel conflitto Iran-Iraq rivendicando l'abbattimento di tre F-4 Phantom e due F-5E Tiger iraniani. Il MiG-23 era invece intimidito dagli F-14 Tomcat, probabilmente a causa delle armi a lungo raggio del caccia iraniano. I piloti del Tomcat inoltre dichiararono di poter girare attorno al MiG in combattimento manovrato.
I MiG-23ML cubani si scontrarono con vari apparecchi sudafricani durante la guerra civile in Angola. Il 27 settembre 1987 il Mirage F1 pilotato dal capitano Arthur Piercy venne gravemente danneggiato da un missile mentre era impegnato in combattimento con il MiG-23ML del maggiore Albertoley Rivas. Piercy a seguito del durissimo contatto con il suolo venne espulso col seggiolino eiettabile durante l'atterraggio. Rimase ferito gravemente e costretto su una sedia a rotelle.
Anche Eduardo Gonzales Garcia ed un altro pilota sostennero di avere abbattuto un Mirage a testa, mostrando prove fotografiche. In quella guerra venne abbattuto, da un MiG-23, anche un Atlas Impala oltre ad un elicottero (un Puma o un Alouette 3). Solo un MiG-23 venne abbattuto, sembra da un missile terra-aria Stinger (il pilota riuscì a lanciarsi col paracadute).
Secondo i rapporti dei piloti arabi, cubani e sovietici, il MiG-23 ottenne diverse vittorie sugli F-4 Phantom, sui Mirage F1, sugli F-5 Tiger II, sugli F-16 Falcon e sugli A-4 Skyhawk in differenti teatri nel Medio Oriente ed in Africa. D'altra parte, nella maggior parte dei casi gli esperti occidentali erano riluttanti ad accettare o impossibilitati a verificare queste vittorie. Malgrado ciò le fonti sovietiche accettano questi rapporti come validi affermando perfino che alcuni F-15 e Tornado furono preda dei MiG-23 siriani. In particolare fonti siriane, confermate dai cubani riferiscono che nel solo periodo 1982-1983 i loro MiG-23 hanno abbattuto 3 F-15, 5 F-16, 3 F-4, 1 BQM-34 perdendone solo 10. Nonostante tutto, questi numeri non trovano conferme.
È importante sottolineare che la versione che è stata abbattuta la maggior parte delle volte è quella del MiG-23BN, ovvero la versione da attacco al suolo, simile al MiG-27 ma dotata di radar e quindi quasi indistinguibile dalla versione da caccia del MiG-23. Il MiG-23BN non ha perciò armamento aria-aria oltre il raggio visivo (BVR, beyond visual range) e rimane più simile al Sepecat Jaguar che ad un vero e proprio caccia intercettore come i MiG-23MS, MiG-23MF, MiG-23ML, MiG-23MLA, MiG-23P e MiG-23MLD, comparabili all'F-4E, al Mirage F1 o al JA-37 Viggen.
I MiG-23 libici parteciparono a molti scontri, inizialmente durante le dispute di confine con l'Egitto alla fine degli anni settanta e successivamente con l'United States Air Force e United States Navy. Il 16 settembre 1980 un numero di MiG-23 libici attaccarono un Boeing RC-135U dell'Aeronautica statunitense, danneggiandolo, prima di essere messi in fuga da caccia dell'U.S. Navy. Questo non fu che il primo di una lunga serie di scaramucce tra i caccia libici e quelli USA, che terminò solo nel 1989, quando, il 4 gennaio, due MiG-23 vennero abbattuti da altrettanti F-14.
I MiG-23 iracheni vennero in parte distrutti al suolo nella guerra del Golfo, anche se sembra che fossero rimasti in servizio operativo fino all'invasione della coalizione nel 2003.

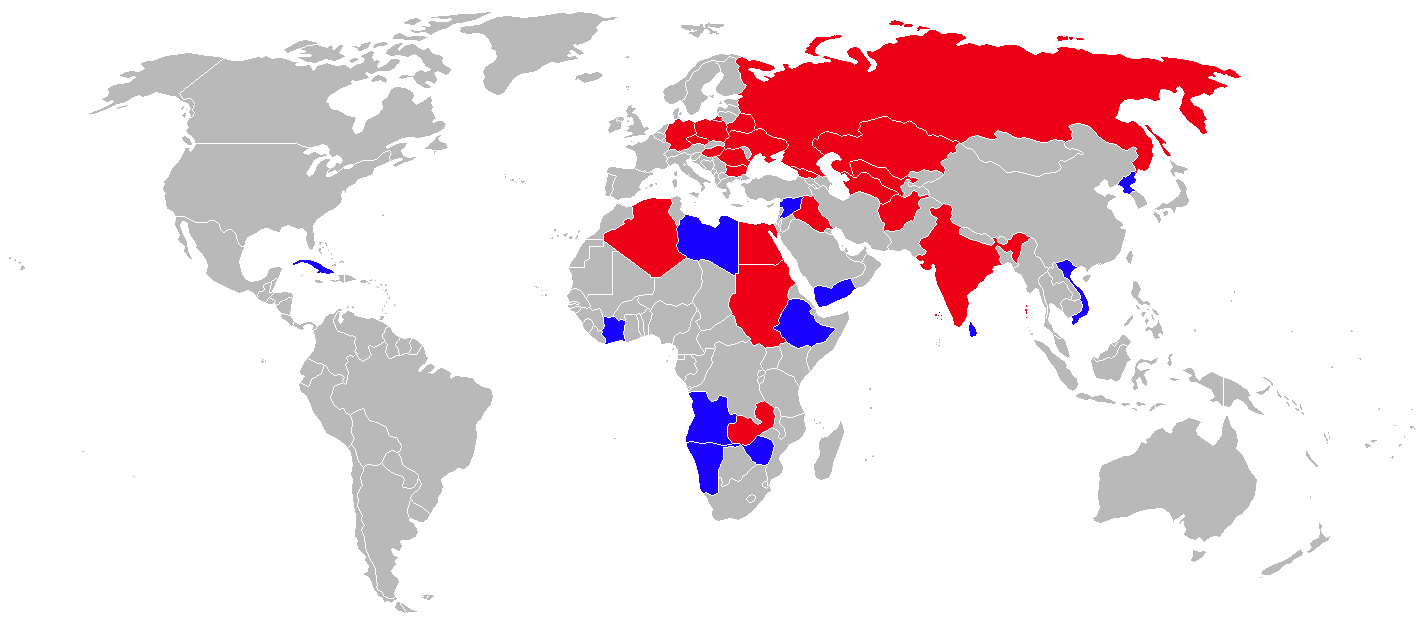
Paesi utenti del MiG-23: in rosso i passati utilizzatori, in blu i paesi che lo usano ancora oggi.

Nel 1990 più di 1.500 MiG-23, nelle differenti versioni, erano in servizio con la V-VS (aeronautica militare) e la PVO (difesa antiaerea). Con la caduta dell'Unione Sovietica, il MiG-23 ed il MiG-27 vennero radiati dal servizio o posti in riserva. L'ultimo MiG-23P fu radiato nel 1998. Anche per quanto riguarda gli altri utenti, le difficili condizioni dell'economia hanno decretato la radiazione del MiG-23, mentre il MiG-21, più semplice ed economico, resta ancora in servizio in molti paesi.
Dopo la caduta dell'Unione Sovietica, la maggior parte dei MiG-23 russi venne radiata, anche se qualche esemplare venne utilizzato per collaudare aggiornamenti. Verso la fine degli anni novanta il Mikoyan OKB provò a promuovere aggiornamenti per le macchine in servizio nelle aeronautiche estere, ma con scarsi risultati.
I piloti occidentali che hanno provato il MiG-23 riportano che questo aereo ha un andamento simile all'F-4E od al Tornado in certe circostanze, e simile all'F-105 in certe altre. I manuali sovietici considerano le prestazioni del MiG-23MLD superiori a quelle dell'F-4E e, in certe parti dell'inviluppo di volo, migliore dell'F-16A, ma ammettono che l'F-15 possieda una schiacciante superiorità nei confronti del caccia sovietico. Gli israeliani provarono il MiG-23 e trovarono che possedeva un'accelerazione più elevata di quella di F-16 ed F-18 (bisogna ricordare che le varie versioni possiedono caratteristiche profondamente diverse, sia nella motorizzazione che nell'avionica). Comunque sia il MiG-23 rappresenta l'ultima incarnazione del caccia degli anni sessanta i quali, malgrado abbiano raggiunto la loro maturità, sono stati surclassati dai nuovi caccia dall'aerodinamica curata, dal fly-by-wire, dal radar doppler e dal turboventola, quali per esempio F-16 e MiG-29.
I diretti concorrenti del MiG-23 furono l'F-4E, il Mirage F1 ed il Viggen, i quali hanno anche loro terminato la carriera operativa.

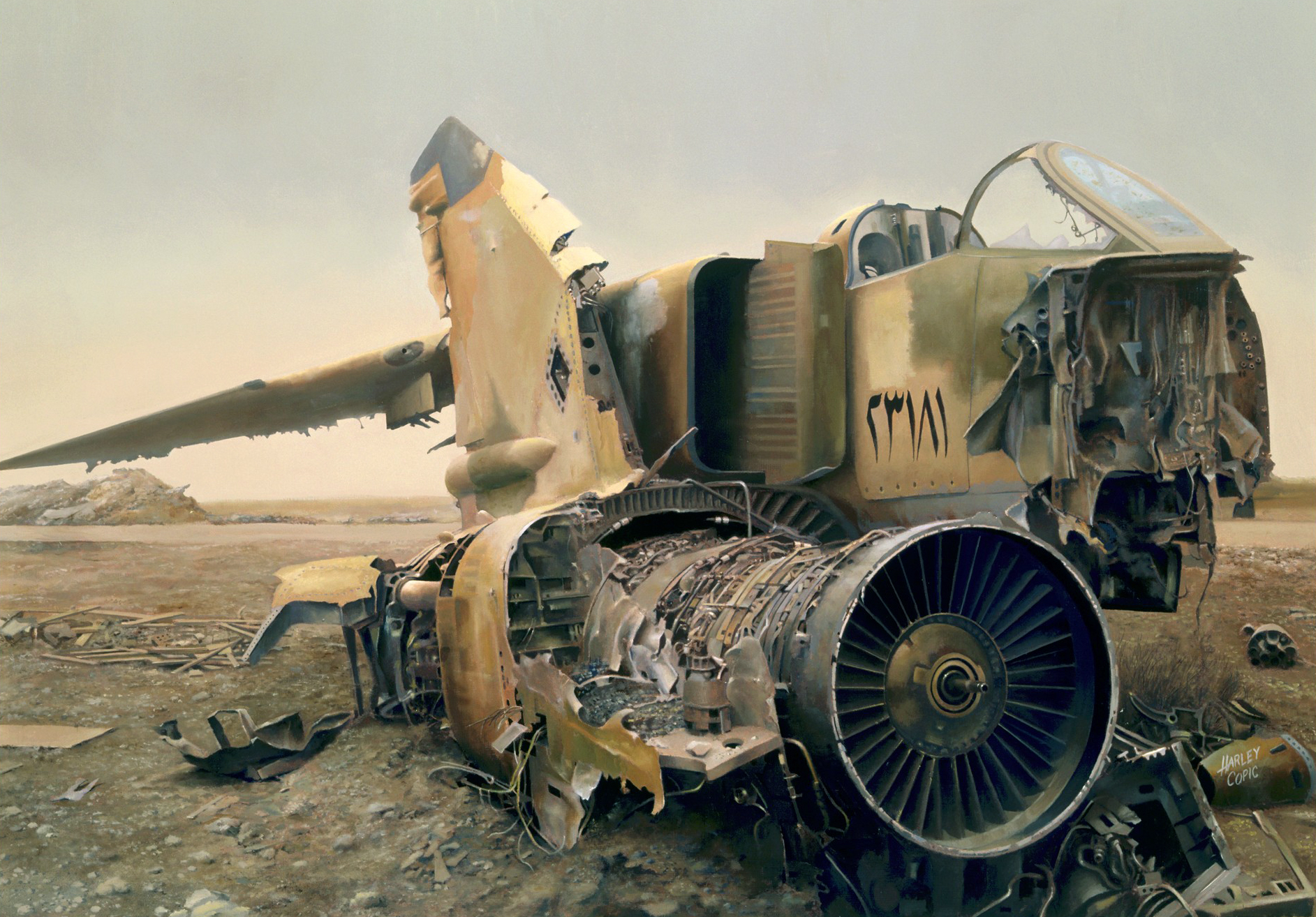
Resti di un MiG-23 iracheno, disegno di Harley Copic.

A causa della vista anteriore, caratterizzata dalle grosse prese d'aria, simili ad orecchie, il velivolo venne soprannominato da qualche pilota sovietico Čeburaška, nome di un famoso personaggio dei cartoni animati.
Le esercitazioni hanno dimostrato che se pilotato da piloti veterani il MiG-23MLD può raggiungere buoni risultati contro il MiG-29 in combattimenti simulati usando tattiche mordi e fuggi senza ingaggiare il nemico in combattimento ravvicinato (dogfight). Di solito gli aggressori avevano dipinta una bocca di squalo appena dietro l'ogiva del radar, e molti di questi erano veterani della guerra in Afghanistan. Verso la fine degli anni ottanta questi piloti furono trasferiti sul MiG-29, anche loro con la bocca di squalo appena dietro il muso.

## Incidenti e fatti notevoli

### 18 luglio 1980: il MiG libico sulla Sila
Nel 1980 un MiG-23MS libico precipitò sui monti della Sila, nell'attuale comune di Castelsilano, in Calabria. Numerosi abitanti del luogo si recarono quasi subito sul posto, dove arrivarono anche i pompieri per domare l'incendio che si era nel frattempo esteso alla vegetazione e che durò per alcune ore. Intervennero successivamente i Carabinieri, alcuni ufficiali dell'Aeronautica Militare esperti di incidenti aerei, il comandante e il vicecomandante della base di Gioia del Colle, ed il generale Tascio, capo del SIOS dell'Aeronautica Militare.
Secondo le conclusioni della commissione d'inchiesta, alla quale parteciparono su richiesta della Libia anche alcuni esperti militari libici, il pilota, durante una normale esercitazione sul cielo libico, avrebbe avuto un malore ed il pilota automatico avrebbe continuato il volo fino a precipitare sulla Sila all'esaurimento del combustibile.
Secondo il giudice Rosario Priore, testimonianze discordanti ed una perizia tecnica di parte porterebbero ad ipotizzare una data anteriore per l'incidente ed un coinvolgimento con i fatti relativi alla strage di Ustica, avvenuta 21 giorni prima, anche perché l'autopsia sul pilota siriano evidenziò che il 18 luglio 1980 il corpo era in avanzato stato di decomposizione e militari di leva avevano testimoniato di aver effettuato turni di sorveglianza al velivolo già a fine giugno.

### 26 aprile 1984: incidente nel Nevada
Il tenente generale Robert M. Bond dell'Aeronautica militare degli Stati Uniti perse la vita quando il MiG-23 che pilotava si schiantò nel Nevada Test Site. In quel periodo il generale Bond prestava servizio come vicecomandante dello Air Force Systems Command nella base aerea di Andrews nel Maryland.

### 4 luglio 1989: l'episodio del MiG-23 fantasma

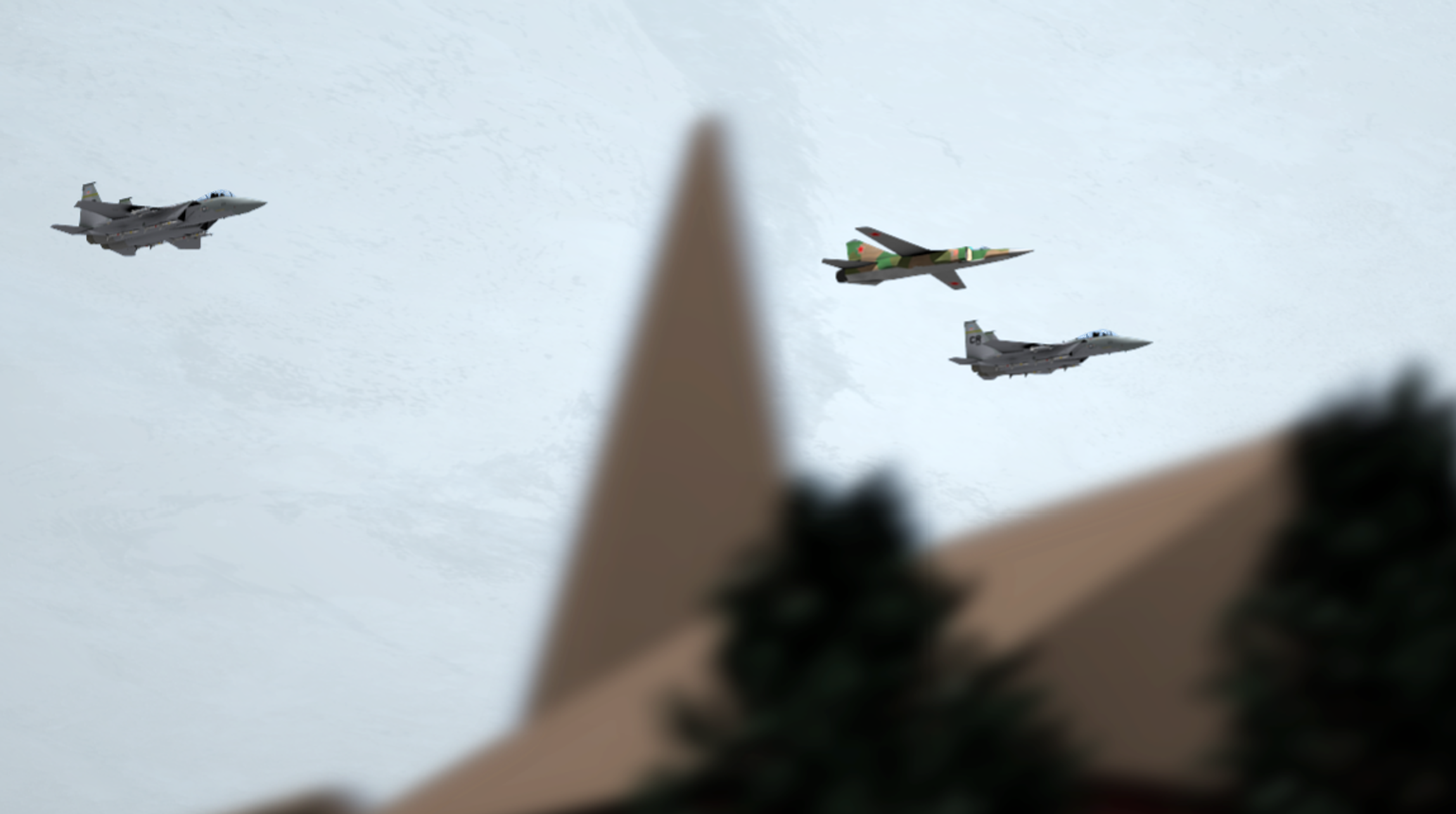
Resa grafica di due F-15 Eagle che scortano il MiG-23 senza pilota sul territorio della Germania

Il 4 luglio 1989, dalla base aerea di Bagicz, nel Distretto di Kołobrzeg sul mar Baltico in Polonia, un MiG-23M decollò per un volo addestrativo. Era un caccia dello 871º Reggimento caccia della Pomerania. Dopo appena 41 secondi di volo il postbruciatore del caccia si spense da solo e il motore stava perdendo potenza. Il pilota, colonnello Nikolaj Skuridin (Николай Скуридин), pensò che il motore si fosse spento del tutto e, dato che l'altezza dal suolo in quel momento era di circa 130–150 m, calcolò che l'aeroplano non sarebbe stato in grado di evitare l'impatto col suolo per molto tempo ancora. Senza voler perdere del tempo prezioso per spegnere del tutto il motore il pilota si espulse col seggiolino eiettabile ed atterrò col paracadute, ferendosi ad una mano. Con grande preoccupazione del personale di terra il motore dell'aeroplano continuò invece a funzionare (probabilmente il problema riguardava solamente il postbruciatore) e l'aereo riprese quota verso ovest.
L'autopilota mantenne l'ultima rotta impostata. L'aereo non era armato se non con i proiettili del cannone da 23 mm. Ben presto l'aereo fantasma abbandonò lo spazio aereo della Polonia e quindi quello della Germania Est, violando lo spazio aereo della Germania Ovest, dove venne intercettato e scortato da un paio di F-15 del 32th Tactical Fighter Squadron statunitense. Dato che gli F-15 non ricevettero il permesso di aprire il fuoco, l'aereo fantasma fu libero di uscire dallo spazio aereo tedesco. Anche la Francia aveva allertato i suoi Mirage, dando loro il permesso di aprire il fuoco, se l'aereo fantasma si fosse rivelato pericoloso per l'abitato sottostante. Ma questa eventualità non si presentò perché dopo circa 900 km di volo il MiG-23 terminò il combustibile e precipitò nell'area della città di Kortrijk in Belgio (nord ovest). Il caccia aveva volato su un buon tratto di Europa prima di schiantarsi su una fattoria belga. Un ragazzo di 18 anni morì nell'incidente.
Il ministro degli Esteri belga affermò che dal momento in cui il MiG-23 fu intercettato dai radar della NATO fino al momento dello schianto più di un'ora dopo, non arrivò nessuna avvertimento da parte sovietica e che, inoltre, i sovietici furono particolarmente lenti nel rivelare che l'aviogetto non stava trasportando armi nucleari o tossiche.

### 20 marzo 1991: da Cuba alla Florida e ritorno
Il maggiore Orestes Lorenzo Pérez dell'Aeronautica cubana disertò a bordo del suo MiG-23BN nella Naval Air Station di Key West in Florida durante una missione di addestramento. Il 19 dicembre dell'anno successivo Pérez riuscì ad atterrare a Cuba con un piccolo Cessna 310 del 1961, prese a bordo la sua famiglia che lo stava aspettando e ripartì per Miami.

## Utilizzatori

### Attuali

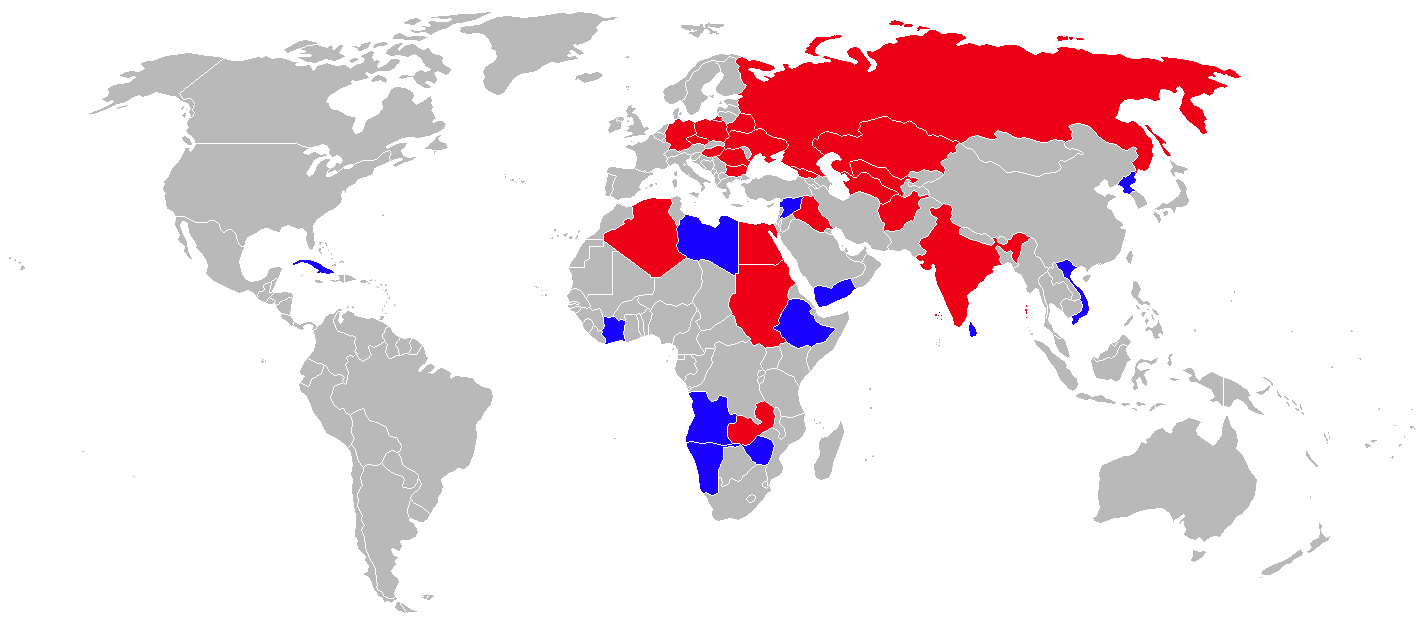
Operatori del MiG-23: in rosso i passati utilizzatori, in blu i paesi che lo usano ancora oggi.

Armenia
- Hayastani R'azmao'dayin Owjher

5 MiG-23 in servizio.
 Angola
- Força Aérea Nacional Angolana

19 MiG-23ML/UB in servizio.
 RD del Congo
- Force Aérienne du Congo

1 monoposto MiG-23MS ed 1 biposto MiG-23UB consegnati e tutti in servizio all'ottobre 2018.
 Corea del Nord
- Chosŏn Inmin Kun Konggun

Sono stati consegnati 8 MiG-23ML e 2 MiG-23UB nel 1984, e successive consegne riguardanti circa 40 MiG-23ML e 10 MiG-23UB. 56 tra MiG-23ML, MiG-23BN e MiG-23UB in servizio al novembre 2018.
 Costa d'Avorio
- Force Aérienne de la Côte d'Ivoire

Ha ricevuto due MiG-23MLD dalla Bulgaria alla fine degli anni '90.
 Cuba
- Defensa Anti-Aérea y Fuerza Aérea Revolucionaria

74 tra MiG-23BN/ML/UB consegnati,  24 in servizio all'aprile 2019.
 Etiopia
- Ye Ithopya Ayer Hayl

56 MiG-23BN consegnati, mentre non si conosce il numero dei MiG-23UM effettivamente consegnati. Al gennaio 2020 dovrebbero essere ancora in servizio 8 monoposto e 2 biposto, anche se la loro effettiva operatività non è certa.
 Kazakistan
- Forza di difesa aerea della Repubblica del Kazakistan

Dei 100 esemplari ricevuti tra MiG-23 e MiG-27, 12 MiG-27 Flogger-D e 3 MiG-23UB Flogger-C restano in servizio al marzo 2022.
 Libia
- Al-Quwwat al-Jawwiyya al-Libiyya

143 MiG-23ML e 5 MiG-23UB consegnati. I MiG libici hanno avuto vari incontri con i caccia dell'US Navy ed hanno riportato alcune perdite. Il 18 luglio 1980, circa un mese dopo la strage di Ustica un MiG-23 libico precipitò sulla Sila.
 Namibia
- Namibian Air Force

2 MiG-23 Flogger in servizio.
 Siria
- Al-Quwwat al-Jawwiyya al-'Arabiyya al-Suriyya

146 MiG-23MS/MF/ML/MLD/BN/UB consegnati. 64 esemplari sono stati aggiornati alla configurazione 98, in grado di impiegare munizionamento guidato e con sensoristica infrarossa. Si tratta dell'adozione del radar Moskit-23, al posto del vecchio Saphir-23MLA-II precedentemente in uso. Questi caccia sono inoltre ora in grado di impiegare missili aria-aria Vympel R-77 (AA-12 Adder), R-27 (AA-10 Alamo), aria-superficie Kh-31A (AS-17 Krypton).
 Sudan
- Al-Quwwat al-Jawwiyya al-Sudaniyya

18 tra MiG-23MF e MiG-23UB in servizio al luglio 2019.
 Turkmenistan230 MiG-23M/UB in servizio.
 Yemen
- Al-Quwwat al-Jawwiyya al-Yamaniyya

44 MiG-23BN/UB in servizio.
 Vietnam
- Không Quân Nhân Dân Việt Nam

36 Mig-23ML/UB in servizio.
 Zimbabwe
- Air Force of Zimbabwe

3 MiG-23M/UB in servizio.

### Passati
Afghanistan
- Aeronautica militare repubblicana afghana

Sembra che alcuni MiG-23BN/UB possano aver servito nell'Aeronautica afgana dal 1984, anche se non è chiaro se fossero MiG sovietici coi colori afgani.
 Algeria
- Al-Quwwat al-Jawwiyya al-Jaza'iriyya

29 MiG-23BN/MS/UB.
 Bielorussia
- Voenno-vozdušnye sily i vojska protivovozdušnoj oborony

31 MiG-23MLD e 6 MiG-23UB ex sovietici ricevuti, ma sono stati demoliti.
 Bulgaria
- Bălgarski Voennovăzdušni sili

Un totale di 90 MiG-23 ha servito sotto l'Aeronautica bulgara dal 1976 fino al 2002. Esattamente 33 MiG-23BN, 12 MiG-23MF, 1 MiG-23ML, 8 MiG-23MLA, 21 MiG-23MLD e 15 MiG-23UB.
 Rep. Ceca
- Vzdušné síly armády České republiky

I MiG-23BN ed MF furono ritirati nel 1994, mentre nel 1998 i MiG-23ML ed UB.
 Cecoslovacchia
- Češkoslovenske Vojenske Letectvo

I MiG-23 vennero trasferiti in Cechia.
 Egitto
- Al-Quwwat al-Jawwiyya al-Misriyya

Nel 1974 l'Egitto ricevette 8 MiG-23MS, 8 MiG-23BN e 4 MIG-23U che vennero stanziati a Marsa Matruh. Già nel 1975 vennero tutti radiati e, nel 1978, 6 di questi (2 MiG-23MS, 2 MiG-23BN, 2 MiG-23U assieme a 10 MiG-21MF e 10 missili AS-5 Kelt) furono scambiati con la Cina per altro materiale militare; la Cina li usò unicamente per propositi valutativi e come spunto per il programmato cacciabombardiere Nanchang Q-6 (mai costruito). Poco dopo i rimanenti MiG-23 furono scambiati con gli Stati Uniti d'America con altre armi, per essere valutati presso la Foreign Technology Division.
 Georgia
- Sak'art'velos samxedro-sahaero dzalebi

 Germania Est
- Luftstreitkräfte und Luftverteidigung der Deutschen Demokratischen Republik

Furono trasferiti alla Luftwaffe, la quale ne fornì 2 all'Aeronautica statunitense ed uno al museo della Florida, gli altri vennero ceduti alle aeronautiche che ne facevano uso o demoliti.
 Iran
- Niru-ye Havayi-ye Artesh-e Jomhuri-ye Eslami-e Iran

24 fuggirono dall'Iraq nel 1991.
 IndiaI MiG-23BN da attacco al suolo vennero radiati il 6 marzo 2009 ed i MiG-23MF nel 2007.
 Iraq
- Al-Quwwat al-Jawwiyya al-'Iraqiyya

L'aviazione dell'Iraq ha fatto largo uso dei suoi Flogger durante la guerra con l'Iran. I pochi velivoli della versione Flogger E hanno subìto forti perdite, comportando l'annullamento di ulteriori acquisti dello stesso modello. In ogni caso sono stati acquistati dei MiG-23MF ed ML Flogger G, probabilmente appartenenti a unità sovietiche di stanza nel paese, fino a raggiungere forse i 40 esemplari; sono stati acquisiti anche dei MiG-23BN da attacco al suolo, dimostratisi efficaci, ma anch'essi funestati da un alto tasso di perdite, dovuto anche all'imperizia dei piloti.
Alcuni MiG-23 iracheni furono inviati in Jugoslavia per aggiornamenti quando cominciò la guerra del golfo. Un esemplare rimase in Serbia al Museo dell'Aviazione di Belgrado.
 Polonia
- Siły Powietrzne

36 MiG-23MF e 6 MiG-23UB furono venduti all'Aeronautica militare polacca dal 1979 all'1982. Gli ultimi esemplari vennero radiati nel settembre del 1999.
 Romania
- Forțele Aeriene Române

36 MiG-23MF e 10 MiG-23UB in servizio dal 1979 al 2001 e definitivamente radiati nel 2003.
 Russia
- Voenno-vozdušnye sily Rossijskoj Federacii

Circa 500, tutti in riserva.
 Unione SovieticaPassarono tutti agli stati successori.
- Voenno-vozdušnye sily
- Vojska protivovozdušnoj oborony

 Ucraina
- Vijs'kovo-Povitrjani Syly Ukraïny

 Ungheria
- Magyar Néphadsereg légiereje

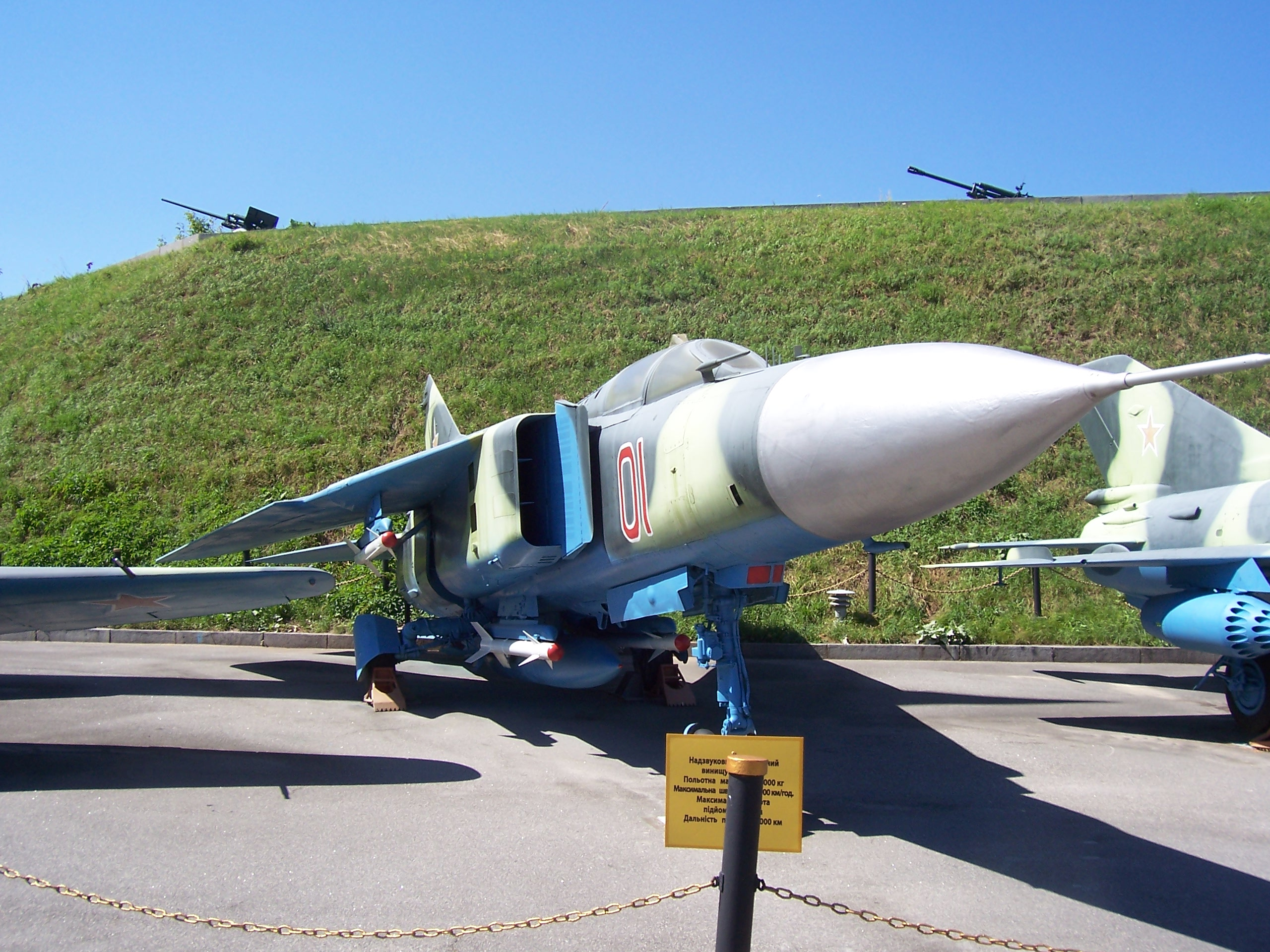
Un MiG-23 ucraino in mostra al museo della grande guerra patriottica di Kiev

16 MiG-23 furono radiati nel 1997; esattamente: 12 MiG-23MF e 4 MiG-23 UB (uno di questi venne comprato dall'Aeronautica sovietica nel 1990).

### Paesi che dispongono di esemplari
CinaAlcuni MiG-23 ottenuti dall'Egitto vennero valutati nell'ambito del programma Q-6, ma non entrarono in servizio.
 IsraeleUn MiG-23 ottenuto per defezione di un pilota siriano ed oggi conservato nel Muzeyon Heyl ha-Avir (Museo dell'Aeronautica israeliana) nella base aerea di Hatzerim.
 JugoslaviaAlcuni MiG-23 iracheni sono stati usati nel Centro sperimentale di volo nei primi anni novanta.
 Stati UnitiGli Stati Uniti sono entrati in possesso di almeno un MiG-23MS, attraverso l'Egitto, come oggetto di studio e di valutazione in volo presso la Nellis Air Force Base, sotto il programma Foreign Material Acquisition and Exploitation e designato YF-113. Un MiG-23MLD è oggi conservato nel Museo nazionale dell'Aeronautica militare statunitense di Dayton (Ohio).
Il Cold War Air Museum possiede un MiG-23UB che sta riportando in condizioni di volo sul Lancaster Airport (Texas), a sud di Dallas (Texas).

### Civili
Stati UnitiDue apparecchi di origine cecoslovacca, N51734 ed N5106E, sono registrati per uso civile presso il New Castle Airport a Wilmington (Delaware).

### Riviste
- (RU) Vladimir Babich, Истребители МиГ-23 в Ливанской войне (Caccia MiG-23 nella guerra del Libano), in Авиация и время, n. 2, 1999.
- (RU) Vladimir Ilyin, МиГ-23: долгий путь к совершенству (MiG-23: Lungo cammino per la perfezione), in Авиация и время, n. 2, 2000.
- (RU) Victor Markovskiy, Жаркое небо Афганистана: Часть IX (Cielo caldo dell'Afghanistan: Parte IX, in Авиация и время, n. 3, 1997.